# Llista d'asteroides (410001-411000)
Llista d'asteroides del 410.001 al 411.000, amb data de descoberta i descobridor. És un fragment de la llista d'asteroides completa. Als asteroides se'ls dona un número quan es confirma la seva òrbita, per tant apareixen llistats aproximadament segons la data de descobriment.

## 410001-410100
| Nom    | Designació provisional | Data de descobriment   | Lloc de descobriment | Descobridor/s     |
| ------ | ---------------------- | ---------------------- | -------------------- | ----------------- |
| 410001 | 2006 WV27              | 22 de novembre de 2006 | 7300                 | W. K. Y. Yeung    |
| 410002 | 2006 WW29              | 24 de novembre de 2006 | Catalina             | CSS               |
| 410003 | 2006 WY32              | 23 d'octubre de 2006   | Catalina             | CSS               |
| 410004 | 2006 WO37              | 16 de novembre de 2006 | Kitt Peak            | Spacewatch        |
| 410005 | 2006 WW37              | 16 de novembre de 2006 | Kitt Peak            | Spacewatch        |
| 410006 | 2006 WE43              | 27 de setembre de 2006 | Mount Lemmon         | Mt. Lemmon Survey |
| 410007 | 2006 WZ44              | 27 de setembre de 2006 | Mount Lemmon         | Mt. Lemmon Survey |
| 410008 | 2006 WG73              | 31 d'octubre de 2006   | Mount Lemmon         | Mt. Lemmon Survey |
| 410009 | 2006 WP73              | 18 de novembre de 2006 | Kitt Peak            | Spacewatch        |
| 410010 | 2006 WV76              | 18 de novembre de 2006 | Kitt Peak            | Spacewatch        |
| 410011 | 2006 WL77              | 28 de setembre de 2006 | Mount Lemmon         | Mt. Lemmon Survey |
| 410012 | 2006 WX77              | 19 d'octubre de 2006   | Mount Lemmon         | Mt. Lemmon Survey |
| 410013 | 2006 WM83              | 18 de novembre de 2006 | Kitt Peak            | Spacewatch        |
| 410014 | 2006 WN101             | 4 d'octubre de 2006    | Mount Lemmon         | Mt. Lemmon Survey |
| 410015 | 2006 WU127             | 18 de novembre de 2006 | Marly                | Observatoire Naef |
| 410016 | 2006 WP149             | 20 de novembre de 2006 | Kitt Peak            | Spacewatch        |
| 410017 | 2006 WO158             | 22 de novembre de 2006 | Socorro              | LINEAR            |
| 410018 | 2006 WF160             | 22 de novembre de 2006 | Mount Lemmon         | Mt. Lemmon Survey |
| 410019 | 2006 WU173             | 11 de novembre de 2006 | Kitt Peak            | Spacewatch        |
| 410020 | 2006 WT175             | 23 de novembre de 2006 | Kitt Peak            | Spacewatch        |
| 410021 | 2006 WO178             | 24 de novembre de 2006 | 7300                 | W. K. Y. Yeung    |
| 410022 | 2006 WU189             | 25 de novembre de 2006 | Mount Lemmon         | Mt. Lemmon Survey |
| 410023 | 2006 WN200             | 19 de novembre de 2006 | Kitt Peak            | Spacewatch        |
| 410024 | 2006 WZ203             | 27 de novembre de 2006 | Mount Lemmon         | Mt. Lemmon Survey |
| 410025 | 2006 XO3               | 12 de desembre de 2006 | Eskridge             | Eskridge          |
| 410026 | 2006 XX9               | 9 de desembre de 2006  | Kitt Peak            | Spacewatch        |
| 410027 | 2006 XX19              | 16 de novembre de 2006 | Mount Lemmon         | Mt. Lemmon Survey |
| 410028 | 2006 XX20              | 27 de setembre de 2006 | Mount Lemmon         | Mt. Lemmon Survey |
| 410029 | 2006 XB30              | 14 de novembre de 2006 | Mount Lemmon         | Mt. Lemmon Survey |
| 410030 | 2006 XX30              | 11 de novembre de 2006 | Kitt Peak            | Spacewatch        |
| 410031 | 2006 XL31              | 10 de desembre de 2006 | Kitt Peak            | Spacewatch        |
| 410032 | 2006 XV53              | 22 de novembre de 2006 | Socorro              | LINEAR            |
| 410033 | 2006 XK55              | 15 de desembre de 2006 | Mount Lemmon         | Mt. Lemmon Survey |
| 410034 | 2006 XC67              | 22 de novembre de 2006 | Mount Lemmon         | Mt. Lemmon Survey |
| 410035 | 2006 XO68              | 14 de desembre de 2006 | San Marcello         | San Marcello      |
| 410036 | 2006 YF6               | 17 de desembre de 2006 | Mount Lemmon         | Mt. Lemmon Survey |
| 410037 | 2006 YY8               | 20 de desembre de 2006 | Mount Lemmon         | Mt. Lemmon Survey |
| 410038 | 2006 YX15              | 20 de desembre de 2006 | Mount Lemmon         | Mt. Lemmon Survey |
| 410039 | 2006 YO17              | 31 d'octubre de 2006   | Mount Lemmon         | Mt. Lemmon Survey |
| 410040 | 2006 YX24              | 9 de desembre de 2006  | Kitt Peak            | Spacewatch        |
| 410041 | 2006 YB34              | 21 de desembre de 2006 | Kitt Peak            | Spacewatch        |
| 410042 | 2006 YN36              | 13 de desembre de 2006 | Kitt Peak            | Spacewatch        |
| 410043 | 2006 YQ43              | 25 de desembre de 2006 | Kitt Peak            | Spacewatch        |
| 410044 | 2006 YS53              | 27 de desembre de 2006 | Mount Lemmon         | Mt. Lemmon Survey |
| 410045 | 2007 AV3               | 8 de gener de 2007     | Catalina             | CSS               |
| 410046 | 2007 AP8               | 18 de novembre de 2006 | Mount Lemmon         | Mt. Lemmon Survey |
| 410047 | 2007 AU9               | 25 de novembre de 2006 | Mount Lemmon         | Mt. Lemmon Survey |
| 410048 | 2007 AD11              | 10 de gener de 2007    | Socorro              | LINEAR            |
| 410049 | 2007 AL12              | 14 de gener de 2007    | Bergisch Gladbac     | W. Bickel         |
| 410050 | 2007 AX17              | 14 de gener de 2007    | Nyukasa              | Nyukasa           |
| 410051 | 2007 AA25              | 13 de desembre de 2006 | Mount Lemmon         | Mt. Lemmon Survey |
| 410052 | 2007 AO25              | 15 de gener de 2007    | Anderson Mesa        | LONEOS            |
| 410053 | 2007 AJ27              | 10 de gener de 2007    | Mount Lemmon         | Mt. Lemmon Survey |
| 410054 | 2007 AP29              | 10 de gener de 2007    | Mount Lemmon         | Mt. Lemmon Survey |
| 410055 | 2007 BT15              | 17 de gener de 2007    | Kitt Peak            | Spacewatch        |
| 410056 | 2007 BW19              | 23 de gener de 2007    | Socorro              | LINEAR            |
| 410057 | 2007 BQ21              | 24 de gener de 2007    | Socorro              | LINEAR            |
| 410058 | 2007 BK30              | 24 de desembre de 2006 | Catalina             | CSS               |
| 410059 | 2007 BN48              | 26 de gener de 2007    | Kitt Peak            | Spacewatch        |
| 410060 | 2007 BE54              | 24 de gener de 2007    | Kitt Peak            | Spacewatch        |
| 410061 | 2007 BS59              | 25 de gener de 2007    | Catalina             | CSS               |
| 410062 | 2007 BH65              | 27 de gener de 2007    | Mount Lemmon         | Mt. Lemmon Survey |
| 410063 | 2007 BU69              | 27 de gener de 2007    | Mount Lemmon         | Mt. Lemmon Survey |
| 410064 | 2007 BD73              | 28 de gener de 2007    | Mayhill              | A. Lowe           |
| 410065 | 2007 BK77              | 17 de gener de 2007    | Kitt Peak            | Spacewatch        |
| 410066 | 2007 CT2               | 6 de febrer de 2007    | Kitt Peak            | Spacewatch        |
| 410067 | 2007 CV4               | 6 de febrer de 2007    | Mount Lemmon         | Mt. Lemmon Survey |
| 410068 | 2007 CJ6               | 6 de febrer de 2007    | Kitt Peak            | Spacewatch        |
| 410069 | 2007 CP6               | 27 de novembre de 2006 | Mount Lemmon         | Mt. Lemmon Survey |
| 410070 | 2007 CL43              | 27 de gener de 2007    | Kitt Peak            | Spacewatch        |
| 410071 | 2007 CY48              | 10 de febrer de 2007   | Mount Lemmon         | Mt. Lemmon Survey |
| 410072 | 2007 CA53              | 13 de febrer de 2007   | Socorro              | LINEAR            |
| 410073 | 2007 CH55              | 10 de febrer de 2007   | Mount Lemmon         | Mt. Lemmon Survey |
| 410074 | 2007 CM58              | 10 de febrer de 2007   | Palomar              | NEAT              |
| 410075 | 2007 CB60              | 10 de febrer de 2007   | Catalina             | CSS               |
| 410076 | 2007 DH2               | 16 de febrer de 2007   | Catalina             | CSS               |
| 410077 | 2007 DK3               | 16 de febrer de 2007   | Catalina             | CSS               |
| 410078 | 2007 DJ15              | 27 de novembre de 2006 | Mount Lemmon         | Mt. Lemmon Survey |
| 410079 | 2007 DP59              | 24 de desembre de 2006 | Kitt Peak            | Spacewatch        |
| 410080 | 2007 DQ65              | 21 de febrer de 2007   | Kitt Peak            | Spacewatch        |
| 410081 | 2007 DM90              | 23 de febrer de 2007   | Kitt Peak            | Spacewatch        |
| 410082 | 2007 DW97              | 23 de febrer de 2007   | Kitt Peak            | Spacewatch        |
| 410083 | 2007 DJ100             | 25 de febrer de 2007   | Kitt Peak            | Spacewatch        |
| 410084 | 2007 DJ102             | 27 de gener de 2007    | Mount Lemmon         | Mt. Lemmon Survey |
| 410085 | 2007 DP107             | 22 de febrer de 2007   | Mount Graham         | Mount Graham      |
| 410086 | 2007 DD112             | 26 de febrer de 2007   | Mount Lemmon         | Mt. Lemmon Survey |
| 410087 | 2007 DN113             | 21 de febrer de 2007   | Mount Lemmon         | Mt. Lemmon Survey |
| 410088 | 2007 EJ                | 9 de març de 2007      | Mount Lemmon         | Mt. Lemmon Survey |
| 410089 | 2007 EG13              | 9 de març de 2007      | Mount Lemmon         | Mt. Lemmon Survey |
| 410090 | 2007 EV21              | 23 de febrer de 2007   | Mount Lemmon         | Mt. Lemmon Survey |
| 410091 | 2007 EZ42              | 25 de febrer de 2007   | Mount Lemmon         | Mt. Lemmon Survey |
| 410092 | 2007 EG52              | 11 de març de 2007     | Catalina             | CSS               |
| 410093 | 2007 EH57              | 27 de febrer de 2007   | Kitt Peak            | Spacewatch        |
| 410094 | 2007 EQ57              | 9 de març de 2007      | Kitt Peak            | Spacewatch        |
| 410095 | 2007 EX65              | 10 de març de 2007     | Kitt Peak            | Spacewatch        |
| 410096 | 2007 ET81              | 11 de març de 2007     | Kitt Peak            | Spacewatch        |
| 410097 | 2007 EC86              | 12 de març de 2007     | Mount Lemmon         | Mt. Lemmon Survey |
| 410098 | 2007 EM105             | 11 de març de 2007     | Mount Lemmon         | Mt. Lemmon Survey |
| 410099 | 2007 ET105             | 26 de febrer de 2007   | Mount Lemmon         | Mt. Lemmon Survey |
| 410100 | 2007 EB120             | 13 de març de 2007     | Mount Lemmon         | Mt. Lemmon Survey |

## 410101-410200
| Nom    | Designació provisional | Data de descobriment   | Lloc de descobriment | Descobridor/s          |
| ------ | ---------------------- | ---------------------- | -------------------- | ---------------------- |
| 410101 | 2007 EF120             | 13 de març de 2007     | Mount Lemmon         | Mt. Lemmon Survey      |
| 410102 | 2007 EG127             | 9 de març de 2007      | Palomar              | NEAT                   |
| 410103 | 2007 EC130             | 9 de març de 2007      | Mount Lemmon         | Mt. Lemmon Survey      |
| 410104 | 2007 EJ130             | 20 de desembre de 2006 | Mount Lemmon         | Mt. Lemmon Survey      |
| 410105 | 2007 ES138             | 12 de març de 2007     | Kitt Peak            | Spacewatch             |
| 410106 | 2007 EM148             | 23 de setembre de 2005 | Kitt Peak            | Spacewatch             |
| 410107 | 2007 EW172             | 14 de març de 2007     | Kitt Peak            | Spacewatch             |
| 410108 | 2007 EG189             | 13 de març de 2007     | Mount Lemmon         | Mt. Lemmon Survey      |
| 410109 | 2007 EX191             | 13 de març de 2007     | Kitt Peak            | Spacewatch             |
| 410110 | 2007 EV194             | 15 de març de 2007     | Kitt Peak            | Spacewatch             |
| 410111 | 2007 EZ196             | 7 d'octubre de 2004    | Kitt Peak            | Spacewatch             |
| 410112 | 2007 EJ200             | 12 de març de 2007     | Catalina             | CSS                    |
| 410113 | 2007 ET217             | 13 de març de 2007     | Kitt Peak            | Spacewatch             |
| 410114 | 2007 EC218             | 9 de març de 2007      | Mount Lemmon         | Mt. Lemmon Survey      |
| 410115 | 2007 EW218             | 11 de març de 2007     | Mount Lemmon         | Mt. Lemmon Survey      |
| 410116 | 2007 EG220             | 13 de març de 2007     | Mount Lemmon         | Mt. Lemmon Survey      |
| 410117 | 2007 FU                | 16 de març de 2007     | Kitt Peak            | Spacewatch             |
| 410118 | 2007 FU9               | 16 de març de 2007     | Kitt Peak            | Spacewatch             |
| 410119 | 2007 FJ25              | 26 de febrer de 2007   | Mount Lemmon         | Mt. Lemmon Survey      |
| 410120 | 2007 FF31              | 13 de març de 2007     | Kitt Peak            | Spacewatch             |
| 410121 | 2007 FO33              | 27 de febrer de 2007   | Kitt Peak            | Spacewatch             |
| 410122 | 2007 FO36              | 26 de març de 2007     | Mount Lemmon         | Mt. Lemmon Survey      |
| 410123 | 2007 FW48              | 26 de març de 2007     | Kitt Peak            | Spacewatch             |
| 410124 | 2007 FY48              | 26 de març de 2007     | Mount Lemmon         | Mt. Lemmon Survey      |
| 410125 | 2007 FK50              | 25 de març de 2007     | Mount Lemmon         | Mt. Lemmon Survey      |
| 410126 | 2007 GU7               | 13 de març de 2007     | Kitt Peak            | Spacewatch             |
| 410127 | 2007 GL9               | 26 de març de 2007     | Kitt Peak            | Spacewatch             |
| 410128 | 2007 GG11              | 13 de març de 2007     | Kitt Peak            | Spacewatch             |
| 410129 | 2007 GM16              | 11 d'abril de 2007     | Kitt Peak            | Spacewatch             |
| 410130 | 2007 GK18              | 11 d'abril de 2007     | Catalina             | CSS                    |
| 410131 | 2007 GS52              | 14 d'abril de 2007     | Kitt Peak            | Spacewatch             |
| 410132 | 2007 GC53              | 14 d'abril de 2007     | Mount Lemmon         | Mt. Lemmon Survey      |
| 410133 | 2007 GU58              | 15 d'abril de 2007     | Mount Lemmon         | Mt. Lemmon Survey      |
| 410134 | 2007 GH65              | 15 d'abril de 2007     | Kitt Peak            | Spacewatch             |
| 410135 | 2007 GU67              | 15 d'abril de 2007     | Kitt Peak            | Spacewatch             |
| 410136 | 2007 HU4               | 17 d'abril de 2007     | Črni Vrh             | Crni Vrh               |
| 410137 | 2007 HM18              | 16 d'abril de 2007     | Mount Lemmon         | Mt. Lemmon Survey      |
| 410138 | 2007 HZ21              | 18 d'abril de 2007     | Kitt Peak            | Spacewatch             |
| 410139 | 2007 HQ24              | 16 de setembre de 2003 | Kitt Peak            | Spacewatch             |
| 410140 | 2007 HK26              | 18 d'abril de 2007     | Kitt Peak            | Spacewatch             |
| 410141 | 2007 HU26              | 18 d'abril de 2007     | Mount Lemmon         | Mt. Lemmon Survey      |
| 410142 | 2007 HD28              | 18 d'abril de 2007     | Kitt Peak            | Spacewatch             |
| 410143 | 2007 HC29              | 19 d'abril de 2007     | Mount Lemmon         | Mt. Lemmon Survey      |
| 410144 | 2007 HN34              | 19 d'abril de 2007     | Kitt Peak            | Spacewatch             |
| 410145 | 2007 HV34              | 11 d'abril de 2007     | Kitt Peak            | Spacewatch             |
| 410146 | 2007 HX35              | 15 d'abril de 2007     | Kitt Peak            | Spacewatch             |
| 410147 | 2007 HV41              | 23 de febrer de 2007   | Catalina             | CSS                    |
| 410148 | 2007 HV43              | 22 d'abril de 2007     | Mount Lemmon         | Mt. Lemmon Survey      |
| 410149 | 2007 HA46              | 19 d'abril de 2007     | Mount Lemmon         | Mt. Lemmon Survey      |
| 410150 | 2007 HE49              | 20 d'abril de 2007     | Kitt Peak            | Spacewatch             |
| 410151 | 2007 HV52              | 20 d'abril de 2007     | Kitt Peak            | Spacewatch             |
| 410152 | 2007 HL54              | 22 d'abril de 2007     | Kitt Peak            | Spacewatch             |
| 410153 | 2007 HR58              | 23 d'abril de 2007     | Mount Lemmon         | Mt. Lemmon Survey      |
| 410154 | 2007 HK65              | 22 d'abril de 2007     | Catalina             | CSS                    |
| 410155 | 2007 HC69              | 24 d'abril de 2007     | Kitt Peak            | Spacewatch             |
| 410156 | 2007 HO97              | 19 d'abril de 2007     | Mount Lemmon         | Mt. Lemmon Survey      |
| 410157 | 2007 JO5               | 9 de maig de 2007      | Mount Lemmon         | Mt. Lemmon Survey      |
| 410158 | 2007 JE20              | 11 de maig de 2007     | Mount Lemmon         | Mt. Lemmon Survey      |
| 410159 | 2007 JA45              | 11 de maig de 2007     | Mount Lemmon         | Mt. Lemmon Survey      |
| 410160 | 2007 KL1               | 17 de maig de 2007     | Kitt Peak            | Spacewatch             |
| 410161 | 2007 KS4               | 24 de maig de 2007     | Kitt Peak            | Spacewatch             |
| 410162 | 2007 LU2               | 8 de juny de 2007      | Kitt Peak            | Spacewatch             |
| 410163 | 2007 LK9               | 11 de maig de 2007     | Mount Lemmon         | Mt. Lemmon Survey      |
| 410164 | 2007 LT14              | 10 de juny de 2007     | Kitt Peak            | Spacewatch             |
| 410165 | 2007 LW24              | 14 de juny de 2007     | Kitt Peak            | Spacewatch             |
| 410166 | 2007 LU35              | 11 de maig de 2007     | Kitt Peak            | Spacewatch             |
| 410167 | 2007 ML7               | 18 de juny de 2007     | Kitt Peak            | Spacewatch             |
| 410168 | 2007 OW10              | 20 de juliol de 2007   | Lulin                | LUSS                   |
| 410169 | 2007 PS13              | 8 d'agost de 2007      | Socorro              | LINEAR                 |
| 410170 | 2007 PZ28              | 14 d'agost de 2007     | Siding Spring        | Siding Spring Survey   |
| 410171 | 2007 PL36              | 13 d'agost de 2007     | Socorro              | LINEAR                 |
| 410172 | 2007 PR37              | 13 d'agost de 2007     | Socorro              | LINEAR                 |
| 410173 | 2007 PB42              | 9 d'agost de 2007      | Socorro              | LINEAR                 |
| 410174 | 2007 PN47              | 2 de desembre de 2004  | Kitt Peak            | Spacewatch             |
| 410175 | 2007 QW6               | 21 d'agost de 2007     | Anderson Mesa        | LONEOS                 |
| 410176 | 2007 QE8               | 21 d'agost de 2007     | Anderson Mesa        | LONEOS                 |
| 410177 | 2007 QG10              | 23 d'agost de 2007     | Kitt Peak            | Spacewatch             |
| 410178 | 2007 QF17              | 22 d'agost de 2007     | Socorro              | LINEAR                 |
| 410179 | 2007 RZ1               | 2 de setembre de 2007  | Siding Spring        | K. Sárneczky, L. Kiss  |
| 410180 | 2007 RD6               | 5 de setembre de 2007  | Dauban               | Chante-Perdrix         |
| 410181 | 2007 RL51              | 9 de setembre de 2007  | Kitt Peak            | Spacewatch             |
| 410182 | 2007 RA60              | 24 de febrer de 2006   | Kitt Peak            | Spacewatch             |
| 410183 | 2007 RM67              | 10 de setembre de 2007 | Mount Lemmon         | Mt. Lemmon Survey      |
| 410184 | 2007 RP78              | 10 de setembre de 2007 | Mount Lemmon         | Mt. Lemmon Survey      |
| 410185 | 2007 RZ80              | 10 de setembre de 2007 | Catalina             | CSS                    |
| 410186 | 2007 RH103             | 11 de setembre de 2007 | Catalina             | CSS                    |
| 410187 | 2007 RK103             | 2 de setembre de 2007  | Catalina             | CSS                    |
| 410188 | 2007 RY106             | 11 de setembre de 2007 | Mount Lemmon         | Mt. Lemmon Survey      |
| 410189 | 2007 RL109             | 11 de setembre de 2007 | Kitt Peak            | Spacewatch             |
| 410190 | 2007 RE114             | 11 de setembre de 2007 | Kitt Peak            | Spacewatch             |
| 410191 | 2007 RP117             | 11 de setembre de 2007 | Kitt Peak            | Spacewatch             |
| 410192 | 2007 RF128             | 12 de setembre de 2007 | Mount Lemmon         | Mt. Lemmon Survey      |
| 410193 | 2007 RG133             | 15 de setembre de 2007 | Taunus               | E. Schwab, R. Kling    |
| 410194 | 2007 RR138             | 14 de setembre de 2007 | Anderson Mesa        | LONEOS                 |
| 410195 | 2007 RT147             | 11 de setembre de 2007 | XuYi                 | PMO NEO Survey Program |
| 410196 | 2007 RL150             | 14 de setembre de 2007 | Catalina             | CSS                    |
| 410197 | 2007 RS150             | 24 d'agost de 2007     | Kitt Peak            | Spacewatch             |
| 410198 | 2007 RG151             | 7 d'abril de 2003      | Kitt Peak            | Spacewatch             |
| 410199 | 2007 RO163             | 10 de setembre de 2007 | Kitt Peak            | Spacewatch             |
| 410200 | 2007 RP175             | 10 de setembre de 2007 | Kitt Peak            | Spacewatch             |

## 410201-410300
| Nom    | Designació provisional | Data de descobriment   | Lloc de descobriment | Descobridor/s     |
| ------ | ---------------------- | ---------------------- | -------------------- | ----------------- |
| 410201 | 2007 RE191             | 11 de setembre de 2007 | Kitt Peak            | Spacewatch        |
| 410202 | 2007 RF200             | 13 de setembre de 2007 | Kitt Peak            | Spacewatch        |
| 410203 | 2007 RZ206             | 10 de setembre de 2007 | Kitt Peak            | Spacewatch        |
| 410204 | 2007 RK207             | 10 de setembre de 2007 | Kitt Peak            | Spacewatch        |
| 410205 | 2007 RM210             | 11 de setembre de 2007 | Kitt Peak            | Spacewatch        |
| 410206 | 2007 RT211             | 11 de setembre de 2007 | Kitt Peak            | Spacewatch        |
| 410207 | 2007 RS217             | 13 de setembre de 2007 | Kitt Peak            | Spacewatch        |
| 410208 | 2007 RP233             | 12 de setembre de 2007 | Catalina             | CSS               |
| 410209 | 2007 RW235             | 12 de setembre de 2007 | Mount Lemmon         | Mt. Lemmon Survey |
| 410210 | 2007 RM236             | 13 de setembre de 2007 | Anderson Mesa        | LONEOS            |
| 410211 | 2007 RC263             | 15 de setembre de 2007 | Mount Lemmon         | Mt. Lemmon Survey |
| 410212 | 2007 RD265             | 15 de setembre de 2007 | Mount Lemmon         | Mt. Lemmon Survey |
| 410213 | 2007 RA271             | 15 de setembre de 2007 | Kitt Peak            | Spacewatch        |
| 410214 | 2007 RW273             | 15 de setembre de 2007 | Kitt Peak            | Spacewatch        |
| 410215 | 2007 RG285             | 13 de setembre de 2007 | Mount Lemmon         | Mt. Lemmon Survey |
| 410216 | 2007 RG288             | 12 de setembre de 2007 | Mount Lemmon         | Mt. Lemmon Survey |
| 410217 | 2007 RB295             | 14 de setembre de 2007 | Mount Lemmon         | Mt. Lemmon Survey |
| 410218 | 2007 RK295             | 14 de setembre de 2007 | Mount Lemmon         | Mt. Lemmon Survey |
| 410219 | 2007 RM310             | 5 de setembre de 2007  | Catalina             | CSS               |
| 410220 | 2007 RX310             | 13 de setembre de 2007 | Catalina             | CSS               |
| 410221 | 2007 RR313             | 12 de setembre de 2007 | Catalina             | CSS               |
| 410222 | 2007 RN319             | 12 de setembre de 2007 | Mount Lemmon         | Mt. Lemmon Survey |
| 410223 | 2007 RB321             | 13 de setembre de 2007 | Socorro              | LINEAR            |
| 410224 | 2007 SA7               | 18 de setembre de 2007 | Mount Lemmon         | Mt. Lemmon Survey |
| 410225 | 2007 SN15              | 10 de setembre de 2007 | Mount Lemmon         | Mt. Lemmon Survey |
| 410226 | 2007 SV19              | 18 de setembre de 2007 | Mount Lemmon         | Mt. Lemmon Survey |
| 410227 | 2007 SA20              | 25 de setembre de 2007 | Mount Lemmon         | Mt. Lemmon Survey |
| 410228 | 2007 SE20              | 25 de setembre de 2007 | Mount Lemmon         | Mt. Lemmon Survey |
| 410229 | 2007 TO2               | 2 d'octubre de 2007    | Majdanak             | Majdanak          |
| 410230 | 2007 TH8               | 5 d'octubre de 2007    | Bisei SG Center      | BATTeRS           |
| 410231 | 2007 TO9               | 9 de setembre de 2007  | Mount Lemmon         | Mt. Lemmon Survey |
| 410232 | 2007 TR15              | 4 d'octubre de 2007    | Catalina             | CSS               |
| 410233 | 2007 TU16              | 20 de setembre de 2007 | Catalina             | CSS               |
| 410234 | 2007 TM18              | 24 de març de 2006     | Kitt Peak            | Spacewatch        |
| 410235 | 2007 TL24              | 11 de setembre de 2007 | Kitt Peak            | Spacewatch        |
| 410236 | 2007 TN25              | 4 d'octubre de 2007    | Kitt Peak            | Spacewatch        |
| 410237 | 2007 TQ28              | 4 d'octubre de 2007    | Kitt Peak            | Spacewatch        |
| 410238 | 2007 TP33              | 6 d'octubre de 2007    | Kitt Peak            | Spacewatch        |
| 410239 | 2007 TJ34              | 6 d'octubre de 2007    | Kitt Peak            | Spacewatch        |
| 410240 | 2007 TG39              | 6 d'octubre de 2007    | Kitt Peak            | Spacewatch        |
| 410241 | 2007 TP42              | 7 d'octubre de 2007    | Mount Lemmon         | Mt. Lemmon Survey |
| 410242 | 2007 TD44              | 7 d'octubre de 2007    | Kitt Peak            | Spacewatch        |
| 410243 | 2007 TN61              | 7 d'octubre de 2007    | Mount Lemmon         | Mt. Lemmon Survey |
| 410244 | 2007 TH63              | 7 d'octubre de 2007    | Mount Lemmon         | Mt. Lemmon Survey |
| 410245 | 2007 TN64              | 25 de març de 2006     | Kitt Peak            | Spacewatch        |
| 410246 | 2007 TL67              | 7 d'octubre de 2007    | Catalina             | CSS               |
| 410247 | 2007 TB72              | 14 d'octubre de 2007   | Bergisch Gladbac     | W. Bickel         |
| 410248 | 2007 TY72              | 12 d'octubre de 2007   | Socorro              | LINEAR            |
| 410249 | 2007 TX80              | 7 d'octubre de 2007    | Mount Lemmon         | Mt. Lemmon Survey |
| 410250 | 2007 TF93              | 6 d'octubre de 2007    | Kitt Peak            | Spacewatch        |
| 410251 | 2007 TE95              | 7 d'octubre de 2007    | Catalina             | CSS               |
| 410252 | 2007 TB106             | 25 de setembre de 2007 | Mount Lemmon         | Mt. Lemmon Survey |
| 410253 | 2007 TA109             | 7 d'octubre de 2007    | Catalina             | CSS               |
| 410254 | 2007 TH111             | 8 d'octubre de 2007    | Catalina             | CSS               |
| 410255 | 2007 TV111             | 8 d'octubre de 2007    | Catalina             | CSS               |
| 410256 | 2007 TY111             | 8 d'octubre de 2007    | Catalina             | CSS               |
| 410257 | 2007 TY115             | 8 d'octubre de 2007    | Mount Lemmon         | Mt. Lemmon Survey |
| 410258 | 2007 TN116             | 9 d'octubre de 2007    | Kitt Peak            | Spacewatch        |
| 410259 | 2007 TQ120             | 4 d'octubre de 2007    | Kitt Peak            | Spacewatch        |
| 410260 | 2007 TS120             | 4 d'octubre de 2007    | Kitt Peak            | Spacewatch        |
| 410261 | 2007 TK121             | 5 d'octubre de 2007    | Kitt Peak            | Spacewatch        |
| 410262 | 2007 TX124             | 15 de setembre de 2007 | Mount Lemmon         | Mt. Lemmon Survey |
| 410263 | 2007 TF131             | 7 d'octubre de 2007    | Mount Lemmon         | Mt. Lemmon Survey |
| 410264 | 2007 TR133             | 6 d'octubre de 2007    | Socorro              | LINEAR            |
| 410265 | 2007 TS134             | 8 d'octubre de 2007    | Kitt Peak            | Spacewatch        |
| 410266 | 2007 TU135             | 8 d'octubre de 2007    | Kitt Peak            | Spacewatch        |
| 410267 | 2007 TV141             | 9 d'octubre de 2007    | Mount Lemmon         | Mt. Lemmon Survey |
| 410268 | 2007 TJ142             | 8 d'octubre de 2007    | Catalina             | CSS               |
| 410269 | 2007 TB147             | 7 d'octubre de 2007    | Socorro              | LINEAR            |
| 410270 | 2007 TB148             | 15 de gener de 2005    | Socorro              | LINEAR            |
| 410271 | 2007 TZ151             | 2 d'octubre de 1997    | Caussols             | ODAS              |
| 410272 | 2007 TN155             | 9 d'octubre de 2007    | Socorro              | LINEAR            |
| 410273 | 2007 TB160             | 7 d'octubre de 2007    | Kitt Peak            | Spacewatch        |
| 410274 | 2007 TX160             | 9 d'octubre de 2007    | Socorro              | LINEAR            |
| 410275 | 2007 TH164             | 13 de setembre de 2007 | Mount Lemmon         | Mt. Lemmon Survey |
| 410276 | 2007 TE172             | 8 de setembre de 2007  | Mount Lemmon         | Mt. Lemmon Survey |
| 410277 | 2007 TJ176             | 5 d'octubre de 2007    | Kitt Peak            | Spacewatch        |
| 410278 | 2007 TZ176             | 6 d'octubre de 2007    | Kitt Peak            | Spacewatch        |
| 410279 | 2007 TV182             | 8 d'octubre de 2007    | Mount Lemmon         | Mt. Lemmon Survey |
| 410280 | 2007 TH195             | 7 d'octubre de 2007    | Mount Lemmon         | Mt. Lemmon Survey |
| 410281 | 2007 TD196             | 7 d'octubre de 2007    | Mount Lemmon         | Mt. Lemmon Survey |
| 410282 | 2007 TR201             | 8 d'octubre de 2007    | Mount Lemmon         | Mt. Lemmon Survey |
| 410283 | 2007 TH202             | 8 d'octubre de 2007    | Kitt Peak            | Spacewatch        |
| 410284 | 2007 TA203             | 8 d'octubre de 2007    | Mount Lemmon         | Mt. Lemmon Survey |
| 410285 | 2007 TD211             | 25 de setembre de 2007 | Mount Lemmon         | Mt. Lemmon Survey |
| 410286 | 2007 TB213             | 7 d'octubre de 2007    | Kitt Peak            | Spacewatch        |
| 410287 | 2007 TQ215             | 7 d'octubre de 2007    | Kitt Peak            | Spacewatch        |
| 410288 | 2007 TP221             | 9 d'octubre de 2007    | Kitt Peak            | Spacewatch        |
| 410289 | 2007 TJ227             | 8 d'octubre de 2007    | Kitt Peak            | Spacewatch        |
| 410290 | 2007 TK229             | 9 de setembre de 2007  | Mount Lemmon         | Mt. Lemmon Survey |
| 410291 | 2007 TM237             | 9 d'octubre de 2007    | Mount Lemmon         | Mt. Lemmon Survey |
| 410292 | 2007 TU253             | 8 d'octubre de 2007    | Mount Lemmon         | Mt. Lemmon Survey |
| 410293 | 2007 TE263             | 10 d'octubre de 2007   | Kitt Peak            | Spacewatch        |
| 410294 | 2007 TP275             | 12 de setembre de 2007 | Anderson Mesa        | LONEOS            |
| 410295 | 2007 TP281             | 7 d'octubre de 2007    | Catalina             | CSS               |
| 410296 | 2007 TM310             | 11 d'octubre de 2007   | Kitt Peak            | Spacewatch        |
| 410297 | 2007 TJ317             | 12 d'octubre de 2007   | Kitt Peak            | Spacewatch        |
| 410298 | 2007 TG328             | 11 d'octubre de 2007   | Kitt Peak            | Spacewatch        |
| 410299 | 2007 TC337             | 12 d'octubre de 2007   | Kitt Peak            | Spacewatch        |
| 410300 | 2007 TD346             | 13 d'octubre de 2007   | Mount Lemmon         | Mt. Lemmon Survey |

## 410301-410400
| Nom    | Designació provisional | Data de descobriment   | Lloc de descobriment | Descobridor/s         |
| ------ | ---------------------- | ---------------------- | -------------------- | --------------------- |
| 410301 | 2007 TW352             | 14 d'octubre de 2007   | Mount Lemmon         | Mt. Lemmon Survey     |
| 410302 | 2007 TR361             | 9 d'octubre de 2007    | Anderson Mesa        | LONEOS                |
| 410303 | 2007 TY361             | 14 d'octubre de 2007   | Mount Lemmon         | Mt. Lemmon Survey     |
| 410304 | 2007 TW362             | 14 d'octubre de 2007   | Mount Lemmon         | Mt. Lemmon Survey     |
| 410305 | 2007 TO369             | 11 d'octubre de 2007   | Kitt Peak            | Spacewatch            |
| 410306 | 2007 TX381             | 14 d'octubre de 2007   | Kitt Peak            | Spacewatch            |
| 410307 | 2007 TX383             | 14 d'octubre de 2007   | Kitt Peak            | Spacewatch            |
| 410308 | 2007 TM386             | 15 d'octubre de 2007   | Catalina             | CSS                   |
| 410309 | 2007 TT400             | 18 de setembre de 2007 | Mount Lemmon         | Mt. Lemmon Survey     |
| 410310 | 2007 TU402             | 15 d'octubre de 2007   | Mount Lemmon         | Mt. Lemmon Survey     |
| 410311 | 2007 TK404             | 17 de març de 2005     | Kitt Peak            | Spacewatch            |
| 410312 | 2007 TZ408             | 15 d'octubre de 2007   | Catalina             | CSS                   |
| 410313 | 2007 TL410             | 13 d'octubre de 2007   | Catalina             | CSS                   |
| 410314 | 2007 TE425             | 8 d'octubre de 2007    | Kitt Peak            | Spacewatch            |
| 410315 | 2007 TH425             | 8 d'octubre de 2007    | Mount Lemmon         | Mt. Lemmon Survey     |
| 410316 | 2007 TT428             | 11 d'octubre de 2007   | Kitt Peak            | Spacewatch            |
| 410317 | 2007 TH434             | 8 d'octubre de 2007    | Anderson Mesa        | LONEOS                |
| 410318 | 2007 TY434             | 12 d'octubre de 2007   | Catalina             | CSS                   |
| 410319 | 2007 TP435             | 14 d'octubre de 2007   | Kitt Peak            | Spacewatch            |
| 410320 | 2007 TG441             | 8 d'octubre de 2007    | Catalina             | CSS                   |
| 410321 | 2007 TT452             | 12 d'octubre de 2007   | Mount Lemmon         | Mt. Lemmon Survey     |
| 410322 | 2007 TE453             | 15 d'octubre de 2007   | Mount Lemmon         | Mt. Lemmon Survey     |
| 410323 | 2007 UK2               | 18 d'octubre de 2007   | Mayhill              | A. Lowe               |
| 410324 | 2007 UX6               | 20 d'octubre de 2007   | Siding Spring        | K. Sárneczky, L. Kiss |
| 410325 | 2007 UX9               | 8 d'octubre de 2007    | Anderson Mesa        | LONEOS                |
| 410326 | 2007 UQ11              | 19 d'octubre de 2007   | Socorro              | LINEAR                |
| 410327 | 2007 UT12              | 16 d'octubre de 2007   | Kleť                 | Klet                  |
| 410328 | 2007 UQ21              | 16 d'octubre de 2007   | Kitt Peak            | Spacewatch            |
| 410329 | 2007 UL22              | 15 de setembre de 2007 | Mount Lemmon         | Mt. Lemmon Survey     |
| 410330 | 2007 US29              | 9 d'octubre de 2007    | Mount Lemmon         | Mt. Lemmon Survey     |
| 410331 | 2007 UR47              | 19 d'octubre de 2007   | Catalina             | CSS                   |
| 410332 | 2007 UP50              | 24 d'octubre de 2007   | Mount Lemmon         | Mt. Lemmon Survey     |
| 410333 | 2007 US52              | 24 d'octubre de 2007   | Mount Lemmon         | Mt. Lemmon Survey     |
| 410334 | 2007 UB57              | 10 de setembre de 2007 | Mount Lemmon         | Mt. Lemmon Survey     |
| 410335 | 2007 UQ61              | 30 d'octubre de 2007   | Kitt Peak            | Spacewatch            |
| 410336 | 2007 UO65              | 31 d'octubre de 2007   | Catalina             | CSS                   |
| 410337 | 2007 UW67              | 30 d'octubre de 2007   | Mount Lemmon         | Mt. Lemmon Survey     |
| 410338 | 2007 US73              | 31 d'octubre de 2007   | Mount Lemmon         | Mt. Lemmon Survey     |
| 410339 | 2007 UV75              | 31 d'octubre de 2007   | Mount Lemmon         | Mt. Lemmon Survey     |
| 410340 | 2007 UZ76              | 31 d'octubre de 2007   | Mount Lemmon         | Mt. Lemmon Survey     |
| 410341 | 2007 UB79              | 18 de setembre de 2007 | Mount Lemmon         | Mt. Lemmon Survey     |
| 410342 | 2007 UX89              | 21 d'octubre de 2007   | Kitt Peak            | Spacewatch            |
| 410343 | 2007 UT90              | 30 d'octubre de 2007   | Mount Lemmon         | Mt. Lemmon Survey     |
| 410344 | 2007 UM103             | 17 d'octubre de 2007   | Mount Lemmon         | Mt. Lemmon Survey     |
| 410345 | 2007 UR103             | 2 d'octubre de 2003    | Kitt Peak            | Spacewatch            |
| 410346 | 2007 UX105             | 30 d'octubre de 2007   | Kitt Peak            | Spacewatch            |
| 410347 | 2007 UA120             | 30 d'octubre de 2007   | Mount Lemmon         | Mt. Lemmon Survey     |
| 410348 | 2007 UF124             | 4 d'octubre de 2007    | Kitt Peak            | Spacewatch            |
| 410349 | 2007 UZ128             | 30 d'octubre de 2007   | Kitt Peak            | Spacewatch            |
| 410350 | 2007 UD135             | 31 d'octubre de 2007   | Kitt Peak            | Spacewatch            |
| 410351 | 2007 VJ5               | 3 de novembre de 2007  | Dauban               | Chante-Perdrix        |
| 410352 | 2007 VC11              | 2 de novembre de 2007  | Kitt Peak            | Spacewatch            |
| 410353 | 2007 VE11              | 2 de novembre de 2007  | Mount Lemmon         | Mt. Lemmon Survey     |
| 410354 | 2007 VK12              | 22 d'agost de 2007     | Anderson Mesa        | LONEOS                |
| 410355 | 2007 VP29              | 5 de novembre de 2007  | Kitt Peak            | Spacewatch            |
| 410356 | 2007 VW29              | 1 de novembre de 2007  | Kitt Peak            | Spacewatch            |
| 410357 | 2007 VW43              | 1 de novembre de 2007  | Kitt Peak            | Spacewatch            |
| 410358 | 2007 VW48              | 1 de novembre de 2007  | Kitt Peak            | Spacewatch            |
| 410359 | 2007 VL51              | 1 de novembre de 2007  | Kitt Peak            | Spacewatch            |
| 410360 | 2007 VY51              | 1 de novembre de 2007  | Kitt Peak            | Spacewatch            |
| 410361 | 2007 VT54              | 1 de novembre de 2007  | Kitt Peak            | Spacewatch            |
| 410362 | 2007 VN61              | 1 de novembre de 2007  | Kitt Peak            | Spacewatch            |
| 410363 | 2007 VG64              | 1 de novembre de 2007  | Kitt Peak            | Spacewatch            |
| 410364 | 2007 VM76              | 3 de novembre de 2007  | Kitt Peak            | Spacewatch            |
| 410365 | 2007 VY81              | 6 d'octubre de 2007    | Kitt Peak            | Spacewatch            |
| 410366 | 2007 VV90              | 5 de novembre de 2007  | Kitt Peak            | Spacewatch            |
| 410367 | 2007 VZ144             | 4 de novembre de 2007  | Kitt Peak            | Spacewatch            |
| 410368 | 2007 VQ145             | 4 de novembre de 2007  | Kitt Peak            | Spacewatch            |
| 410369 | 2007 VP150             | 4 d'octubre de 2007    | Kitt Peak            | Spacewatch            |
| 410370 | 2007 VN153             | 4 de novembre de 2007  | Kitt Peak            | Spacewatch            |
| 410371 | 2007 VQ156             | 5 de novembre de 2007  | Mount Lemmon         | Mt. Lemmon Survey     |
| 410372 | 2007 VC158             | 20 d'octubre de 2007   | Mount Lemmon         | Mt. Lemmon Survey     |
| 410373 | 2007 VL168             | 15 de setembre de 2007 | Mount Lemmon         | Mt. Lemmon Survey     |
| 410374 | 2007 VD176             | 8 d'octubre de 2007    | Mount Lemmon         | Mt. Lemmon Survey     |
| 410375 | 2007 VP180             | 7 de novembre de 2007  | Catalina             | CSS                   |
| 410376 | 2007 VE198             | 8 de novembre de 2007  | Mount Lemmon         | Mt. Lemmon Survey     |
| 410377 | 2007 VK216             | 9 de novembre de 2007  | Kitt Peak            | Spacewatch            |
| 410378 | 2007 VW216             | 1 de novembre de 2007  | Kitt Peak            | Spacewatch            |
| 410379 | 2007 VL220             | 9 de novembre de 2007  | Kitt Peak            | Spacewatch            |
| 410380 | 2007 VO237             | 11 de novembre de 2007 | Mount Lemmon         | Mt. Lemmon Survey     |
| 410381 | 2007 VF238             | 14 de setembre de 2007 | Mount Lemmon         | Mt. Lemmon Survey     |
| 410382 | 2007 VT267             | 7 de novembre de 2007  | Socorro              | LINEAR                |
| 410383 | 2007 VO268             | 8 d'octubre de 2007    | Kitt Peak            | Spacewatch            |
| 410384 | 2007 VK275             | 16 d'octubre de 2007   | Mount Lemmon         | Mt. Lemmon Survey     |
| 410385 | 2007 VG276             | 13 de novembre de 2007 | Mount Lemmon         | Mt. Lemmon Survey     |
| 410386 | 2007 VJ282             | 14 de novembre de 2007 | Kitt Peak            | Spacewatch            |
| 410387 | 2007 VC287             | 2 de novembre de 2007  | Mount Lemmon         | Mt. Lemmon Survey     |
| 410388 | 2007 VT310             | 11 de novembre de 2007 | Mount Lemmon         | Mt. Lemmon Survey     |
| 410389 | 2007 VJ312             | 3 de novembre de 2007  | Mount Lemmon         | Mt. Lemmon Survey     |
| 410390 | 2007 VU324             | 8 de novembre de 2007  | Catalina             | CSS                   |
| 410391 | 2007 WV                | 17 de novembre de 2007 | La Sagra             | OAM                   |
| 410392 | 2007 WD4               | 14 de setembre de 2007 | Mount Lemmon         | Mt. Lemmon Survey     |
| 410393 | 2007 WR11              | 9 de novembre de 2007  | Catalina             | CSS                   |
| 410394 | 2007 WH20              | 18 de novembre de 2007 | Mount Lemmon         | Mt. Lemmon Survey     |
| 410395 | 2007 WN20              | 9 de novembre de 2007  | Mount Lemmon         | Mt. Lemmon Survey     |
| 410396 | 2007 WL41              | 24 de maig de 2006     | Mount Lemmon         | Mt. Lemmon Survey     |
| 410397 | 2007 WB46              | 20 de novembre de 2007 | Mount Lemmon         | Mt. Lemmon Survey     |
| 410398 | 2007 XX5               | 3 de novembre de 2007  | Mount Lemmon         | Mt. Lemmon Survey     |
| 410399 | 2007 XJ9               | 20 d'octubre de 2003   | Kitt Peak            | Spacewatch            |
| 410400 | 2007 XX20              | 17 de novembre de 2007 | Kitt Peak            | Spacewatch            |

## 410401-410500
| Nom                 | Designació provisional | Data de descobriment   | Lloc de descobriment | Descobridor/s       |
| ------------------- | ---------------------- | ---------------------- | -------------------- | ------------------- |
| 410401              | 2007 XZ21              | 19 de novembre de 2007 | Kitt Peak            | Spacewatch          |
| 410402              | 2007 XR22              | 10 de desembre de 2007 | Socorro              | LINEAR              |
| 410403              | 2007 XT24              | 15 de desembre de 2007 | Saint-Sulpice        | B. Christophe       |
| 410404              | 2007 XH30              | 15 de desembre de 2007 | Kitt Peak            | Spacewatch          |
| 410405              | 2007 XR30              | 4 de desembre de 2007  | Mount Lemmon         | Mt. Lemmon Survey   |
| 410406              | 2007 XR42              | 15 de desembre de 2007 | Kitt Peak            | Spacewatch          |
| 410407              | 2007 XW51              | 5 de desembre de 2007  | Kitt Peak            | Spacewatch          |
| 410408              | 2007 XP56              | 3 de desembre de 2007  | Kitt Peak            | Spacewatch          |
| 410409              | 2007 YK9               | 16 de desembre de 2007 | Mount Lemmon         | Mt. Lemmon Survey   |
| 410410              | 2007 YF12              | 17 de desembre de 2007 | Mount Lemmon         | Mt. Lemmon Survey   |
| 410411              | 2007 YS36              | 3 de novembre de 2007  | Mount Lemmon         | Mt. Lemmon Survey   |
| 410412              | 2007 YT50              | 28 de desembre de 2007 | Kitt Peak            | Spacewatch          |
| 410413              | 2007 YQ51              | 30 de desembre de 2007 | Kitt Peak            | Spacewatch          |
| 410414              | 2007 YE67              | 31 de desembre de 2007 | Kitt Peak            | Spacewatch          |
| 410415              | 2007 YZ70              | 16 de desembre de 2007 | Socorro              | LINEAR              |
| 410416              | 2008 AY31              | 12 de gener de 2008    | La Sagra             | OAM                 |
| 410417              | 2008 AY33              | 10 de gener de 2008    | Mount Lemmon         | Mt. Lemmon Survey   |
| 410418              | 2008 AW34              | 8 de novembre de 2007  | Mount Lemmon         | Mt. Lemmon Survey   |
| 410419              | 2008 AA36              | 10 de gener de 2008    | Kitt Peak            | Spacewatch          |
| 410420              | 2008 AZ37              | 10 de gener de 2008    | Mount Lemmon         | Mt. Lemmon Survey   |
| 410421              | 2008 AY40              | 19 de desembre de 2007 | Mount Lemmon         | Mt. Lemmon Survey   |
| 410422              | 2008 AG44              | 10 de gener de 2008    | Kitt Peak            | Spacewatch          |
| 410423              | 2008 AV65              | 11 de gener de 2008    | Kitt Peak            | Spacewatch          |
| 410424              | 2008 AV86              | 11 de gener de 2008    | Catalina             | CSS                 |
| 410425              | 2008 AH91              | 30 de desembre de 2007 | Kitt Peak            | Spacewatch          |
| 410426              | 2008 AY104             | 15 de gener de 2008    | Kitt Peak            | Spacewatch          |
| 410427              | 2008 BH3               | 11 de novembre de 2007 | Mount Lemmon         | Mt. Lemmon Survey   |
| 410428              | 2008 BJ15              | 29 de gener de 2008    | Vail-Jarnac          | Jarnac              |
| 410429              | 2008 BQ18              | 30 de desembre de 2007 | Catalina             | CSS                 |
| 410430              | 2008 BC19              | 17 de desembre de 2007 | Kitt Peak            | Spacewatch          |
| 410431              | 2008 BT19              | 30 de gener de 2008    | Kitt Peak            | Spacewatch          |
| 410432              | 2008 BM25              | 23 d'octubre de 1995   | Kitt Peak            | Spacewatch          |
| 410433              | 2008 BY30              | 30 de gener de 2008    | Mount Lemmon         | Mt. Lemmon Survey   |
| 410434              | 2008 BZ31              | 30 de gener de 2008    | Mount Lemmon         | Mt. Lemmon Survey   |
| 410435              | 2008 BU41              | 30 de gener de 2008    | Catalina             | CSS                 |
| 410436              | 2008 BX45              | 18 de gener de 2008    | Kitt Peak            | Spacewatch          |
| 410437              | 2008 BM46              | 30 de gener de 2008    | Catalina             | CSS                 |
| 410438              | 2008 BA51              | 31 de gener de 2008    | Mount Lemmon         | Mt. Lemmon Survey   |
| 410439              | 2008 BL51              | 16 de gener de 2008    | Mount Lemmon         | Mt. Lemmon Survey   |
| 410440              | 2008 CX6               | 31 de desembre de 2007 | Kitt Peak            | Spacewatch          |
| 410441              | 2008 CP12              | 3 de febrer de 2008    | Kitt Peak            | Spacewatch          |
| 410442              | 2008 CB23              | 1 de febrer de 2008    | Kitt Peak            | Spacewatch          |
| 410443              | 2008 CF30              | 2 de febrer de 2008    | Kitt Peak            | Spacewatch          |
| 410444              | 2008 CC44              | 2 de febrer de 2008    | Kitt Peak            | Spacewatch          |
| 410445              | 2008 CZ59              | 7 de febrer de 2008    | Kitt Peak            | Spacewatch          |
| 410446              | 2008 CF66              | 8 de febrer de 2008    | Mount Lemmon         | Mt. Lemmon Survey   |
| 410447              | 2008 CU71              | 7 de febrer de 2008    | Catalina             | CSS                 |
| 410448              | 2008 CE72              | 10 de febrer de 2008   | Taunus               | R. Kling, U. Zimmer |
| 410449              | 2008 CZ79              | 7 de febrer de 2008    | Kitt Peak            | Spacewatch          |
| 410450              | 2008 CR86              | 7 de febrer de 2008    | Mount Lemmon         | Mt. Lemmon Survey   |
| 410451              | 2008 CH106             | 11 de novembre de 2006 | Mount Lemmon         | Mt. Lemmon Survey   |
| 410452              | 2008 CU108             | 18 de gener de 2008    | Mount Lemmon         | Mt. Lemmon Survey   |
| 410453              | 2008 CL109             | 9 de febrer de 2008    | Kitt Peak            | Spacewatch          |
| 410454              | 2008 CF117             | 5 de desembre de 2007  | Mount Lemmon         | Mt. Lemmon Survey   |
| 410455              | 2008 CK123             | 7 de febrer de 2008    | Mount Lemmon         | Mt. Lemmon Survey   |
| 410456              | 2008 CN123             | 7 de febrer de 2008    | Mount Lemmon         | Mt. Lemmon Survey   |
| 410457              | 2008 CB133             | 8 de febrer de 2008    | Kitt Peak            | Spacewatch          |
| 410458              | 2008 CL144             | 9 de febrer de 2008    | Anderson Mesa        | LONEOS              |
| 410459              | 2008 CT150             | 30 de gener de 2008    | Kitt Peak            | Spacewatch          |
| 410460              | 2008 CQ156             | 9 de febrer de 2008    | Kitt Peak            | Spacewatch          |
| 410461              | 2008 CJ179             | 6 de febrer de 2008    | Catalina             | CSS                 |
| 410462              | 2008 CB180             | 8 de febrer de 2008    | Catalina             | CSS                 |
| 410463              | 2008 CL180             | 9 de febrer de 2008    | Catalina             | CSS                 |
| 410464              | 2008 CJ182             | 20 de desembre de 2007 | Mount Lemmon         | Mt. Lemmon Survey   |
| 410465              | 2008 CW190             | 1 de febrer de 2008    | Kitt Peak            | Spacewatch          |
| 410466              | 2008 CM196             | 13 de febrer de 2008   | Mount Lemmon         | Mt. Lemmon Survey   |
| 410467              | 2008 CO197             | 9 de febrer de 2008    | Kitt Peak            | Spacewatch          |
| 410468              | 2008 CB199             | 13 de febrer de 2008   | Kitt Peak            | Spacewatch          |
| 410469              | 2008 CX201             | 10 de febrer de 2008   | Kitt Peak            | Spacewatch          |
| 410470              | 2008 CH202             | 7 de febrer de 2008    | Kitt Peak            | Spacewatch          |
| 410471              | 2008 CZ207             | 12 de febrer de 2008   | Kitt Peak            | Spacewatch          |
| 410472              | 2008 CB212             | 7 de febrer de 2008    | Socorro              | LINEAR              |
| 410473              | 2008 CH212             | 7 de febrer de 2008    | Mount Lemmon         | Mt. Lemmon Survey   |
| 410474              | 2008 CY214             | 12 de febrer de 2008   | Kitt Peak            | Spacewatch          |
| 410475 Robertschulz | 2008 DN                | 24 de febrer de 2008   | Gaisberg             | R. Gierlinger       |
| 410476              | 2008 DO4               | 7 de febrer de 2008    | Socorro              | LINEAR              |
| 410477              | 2008 DW11              | 30 de desembre de 2007 | Mount Lemmon         | Mt. Lemmon Survey   |
| 410478              | 2008 DN12              | 26 de febrer de 2008   | Kitt Peak            | Spacewatch          |
| 410479              | 2008 DY13              | 26 de febrer de 2008   | Mount Lemmon         | Mt. Lemmon Survey   |
| 410480              | 2008 DM17              | 24 de febrer de 2008   | Kitt Peak            | Spacewatch          |
| 410481              | 2008 DZ26              | 19 de gener de 2008    | Mount Lemmon         | Mt. Lemmon Survey   |
| 410482              | 2008 DP27              | 29 de febrer de 2008   | Kitt Peak            | Spacewatch          |
| 410483              | 2008 DF28              | 24 de febrer de 2008   | Mount Lemmon         | Mt. Lemmon Survey   |
| 410484              | 2008 DG31              | 8 de febrer de 2008    | Mount Lemmon         | Mt. Lemmon Survey   |
| 410485              | 2008 DU31              | 27 de febrer de 2008   | Kitt Peak            | Spacewatch          |
| 410486              | 2008 DE32              | 27 de febrer de 2008   | Kitt Peak            | Spacewatch          |
| 410487              | 2008 DE38              | 27 de febrer de 2008   | Kitt Peak            | Spacewatch          |
| 410488              | 2008 DJ44              | 30 de gener de 2008    | Kitt Peak            | Spacewatch          |
| 410489              | 2008 DN54              | 27 de febrer de 2008   | Catalina             | CSS                 |
| 410490              | 2008 DQ55              | 27 de febrer de 2008   | Kitt Peak            | Spacewatch          |
| 410491              | 2008 DF64              | 28 de febrer de 2008   | Mount Lemmon         | Mt. Lemmon Survey   |
| 410492              | 2008 DQ67              | 29 de febrer de 2008   | Kitt Peak            | Spacewatch          |
| 410493              | 2008 DZ68              | 29 de febrer de 2008   | Kitt Peak            | Spacewatch          |
| 410494              | 2008 DG83              | 28 de febrer de 2008   | Kitt Peak            | Spacewatch          |
| 410495              | 2008 DR87              | 28 de febrer de 2008   | Kitt Peak            | Spacewatch          |
| 410496              | 2008 ES14              | 1 de març de 2008      | Kitt Peak            | Spacewatch          |
| 410497              | 2008 EG15              | 1 de març de 2008      | Kitt Peak            | Spacewatch          |
| 410498              | 2008 EC22              | 2 de març de 2008      | Kitt Peak            | Spacewatch          |
| 410499              | 2008 ES30              | 5 de març de 2008      | Kitt Peak            | Spacewatch          |
| 410500              | 2008 EX35              | 3 de març de 2008      | Kitt Peak            | Spacewatch          |

## 410501-410600
| Nom    | Designació provisional | Data de descobriment | Lloc de descobriment | Descobridor/s          |
| ------ | ---------------------- | -------------------- | -------------------- | ---------------------- |
| 410501 | 2008 EO42              | 4 de març de 2008    | Mount Lemmon         | Mt. Lemmon Survey      |
| 410502 | 2008 EC44              | 5 de març de 2008    | Catalina             | CSS                    |
| 410503 | 2008 EX54              | 6 de març de 2008    | Kitt Peak            | Spacewatch             |
| 410504 | 2008 EX73              | 7 de març de 2008    | Kitt Peak            | Spacewatch             |
| 410505 | 2008 EP82              | 3 de març de 2008    | XuYi                 | PMO NEO Survey Program |
| 410506 | 2008 EV82              | 9 de febrer de 2008  | Catalina             | CSS                    |
| 410507 | 2008 EM88              | 11 de març de 2008   | Catalina             | CSS                    |
| 410508 | 2008 EM99              | 4 de març de 2008    | Catalina             | CSS                    |
| 410509 | 2008 EV110             | 8 de març de 2008    | Kitt Peak            | Spacewatch             |
| 410510 | 2008 EC115             | 29 de febrer de 2008 | Kitt Peak            | Spacewatch             |
| 410511 | 2008 EP116             | 9 de febrer de 2008  | Mount Lemmon         | Mt. Lemmon Survey      |
| 410512 | 2008 EU118             | 10 de febrer de 2008 | Mount Lemmon         | Mt. Lemmon Survey      |
| 410513 | 2008 EX125             | 10 de març de 2008   | Kitt Peak            | Spacewatch             |
| 410514 | 2008 EC128             | 11 de març de 2008   | Kitt Peak            | Spacewatch             |
| 410515 | 2008 EJ139             | 11 de març de 2008   | Kitt Peak            | Spacewatch             |
| 410516 | 2008 EG143             | 13 de març de 2008   | Mount Lemmon         | Mt. Lemmon Survey      |
| 410517 | 2008 EJ148             | 2 de març de 2008    | Kitt Peak            | Spacewatch             |
| 410518 | 2008 EN152             | 10 de març de 2008   | Mount Lemmon         | Mt. Lemmon Survey      |
| 410519 | 2008 EA153             | 11 de març de 2008   | Mount Lemmon         | Mt. Lemmon Survey      |
| 410520 | 2008 EG156             | 1 de març de 2008    | Kitt Peak            | Spacewatch             |
| 410521 | 2008 EQ158             | 10 de març de 2008   | Kitt Peak            | Spacewatch             |
| 410522 | 2008 ET162             | 13 de març de 2008   | Kitt Peak            | Spacewatch             |
| 410523 | 2008 ES165             | 4 de març de 2008    | Kitt Peak            | Spacewatch             |
| 410524 | 2008 EC166             | 5 de març de 2008    | Kitt Peak            | Spacewatch             |
| 410525 | 2008 EU168             | 12 de març de 2008   | Mount Lemmon         | Mt. Lemmon Survey      |
| 410526 | 2008 EW168             | 13 de març de 2008   | Socorro              | LINEAR                 |
| 410527 | 2008 FF1               | 25 de març de 2008   | Kitt Peak            | Spacewatch             |
| 410528 | 2008 FQ2               | 3 de març de 2008    | XuYi                 | PMO NEO Survey Program |
| 410529 | 2008 FK4               | 25 de març de 2008   | Kitt Peak            | Spacewatch             |
| 410530 | 2008 FK5               | 29 de març de 2008   | Catalina             | CSS                    |
| 410531 | 2008 FO7               | 29 de març de 2008   | Goodricke-Pigott     | R. A. Tucker           |
| 410532 | 2008 FE11              | 26 de març de 2008   | Kitt Peak            | Spacewatch             |
| 410533 | 2008 FR37              | 28 de març de 2008   | Kitt Peak            | Spacewatch             |
| 410534 | 2008 FN39              | 28 de març de 2008   | Kitt Peak            | Spacewatch             |
| 410535 | 2008 FW49              | 10 de març de 2008   | Kitt Peak            | Spacewatch             |
| 410536 | 2008 FE50              | 12 de març de 2008   | Kitt Peak            | Spacewatch             |
| 410537 | 2008 FV55              | 13 de febrer de 2008 | Kitt Peak            | Spacewatch             |
| 410538 | 2008 FS56              | 28 de març de 2008   | Mount Lemmon         | Mt. Lemmon Survey      |
| 410539 | 2008 FR59              | 29 de març de 2008   | Mount Lemmon         | Mt. Lemmon Survey      |
| 410540 | 2008 FK60              | 29 de març de 2008   | Catalina             | CSS                    |
| 410541 | 2008 FW69              | 28 de març de 2008   | Kitt Peak            | Spacewatch             |
| 410542 | 2008 FM73              | 5 de març de 2008    | Mount Lemmon         | Mt. Lemmon Survey      |
| 410543 | 2008 FC75              | 31 de març de 2008   | Mount Lemmon         | Mt. Lemmon Survey      |
| 410544 | 2008 FC83              | 10 de març de 2008   | Kitt Peak            | Spacewatch             |
| 410545 | 2008 FL97              | 13 de març de 2008   | Kitt Peak            | Spacewatch             |
| 410546 | 2008 FB101             | 30 de març de 2008   | Kitt Peak            | Spacewatch             |
| 410547 | 2008 FU103             | 30 de març de 2008   | Kitt Peak            | Spacewatch             |
| 410548 | 2008 FO111             | 31 de març de 2008   | Mount Lemmon         | Mt. Lemmon Survey      |
| 410549 | 2008 FE122             | 30 de març de 2008   | Catalina             | CSS                    |
| 410550 | 2008 FR132             | 28 de març de 2008   | Kitt Peak            | Spacewatch             |
| 410551 | 2008 FA135             | 31 de març de 2008   | Kitt Peak            | Spacewatch             |
| 410552 | 2008 GG6               | 1 d'abril de 2008    | Kitt Peak            | Spacewatch             |
| 410553 | 2008 GX6               | 1 d'abril de 2008    | Kitt Peak            | Spacewatch             |
| 410554 | 2008 GJ10              | 1 d'abril de 2008    | Kitt Peak            | Spacewatch             |
| 410555 | 2008 GJ17              | 4 d'abril de 2008    | Kitt Peak            | Spacewatch             |
| 410556 | 2008 GA20              | 4 d'abril de 2008    | Kitt Peak            | Spacewatch             |
| 410557 | 2008 GF26              | 1 d'abril de 2008    | Mount Lemmon         | Mt. Lemmon Survey      |
| 410558 | 2008 GM32              | 3 d'abril de 2008    | Kitt Peak            | Spacewatch             |
| 410559 | 2008 GO32              | 30 de març de 2008   | Kitt Peak            | Spacewatch             |
| 410560 | 2008 GL34              | 27 de març de 2008   | Mount Lemmon         | Mt. Lemmon Survey      |
| 410561 | 2008 GD35              | 3 d'abril de 2008    | Kitt Peak            | Spacewatch             |
| 410562 | 2008 GM38              | 3 d'abril de 2008    | Mount Lemmon         | Mt. Lemmon Survey      |
| 410563 | 2008 GO40              | 29 de març de 2008   | Kitt Peak            | Spacewatch             |
| 410564 | 2008 GS40              | 4 d'abril de 2008    | Kitt Peak            | Spacewatch             |
| 410565 | 2008 GD42              | 29 de març de 2008   | Kitt Peak            | Spacewatch             |
| 410566 | 2008 GT44              | 4 d'abril de 2008    | Mount Lemmon         | Mt. Lemmon Survey      |
| 410567 | 2008 GF48              | 5 d'abril de 2008    | Kitt Peak            | Spacewatch             |
| 410568 | 2008 GF53              | 10 de març de 2008   | Mount Lemmon         | Mt. Lemmon Survey      |
| 410569 | 2008 GP68              | 29 de març de 2008   | Kitt Peak            | Spacewatch             |
| 410570 | 2008 GS68              | 6 d'abril de 2008    | Kitt Peak            | Spacewatch             |
| 410571 | 2008 GQ77              | 7 d'abril de 2008    | Kitt Peak            | Spacewatch             |
| 410572 | 2008 GT78              | 7 d'abril de 2008    | Kitt Peak            | Spacewatch             |
| 410573 | 2008 GT82              | 19 de gener de 2008  | Mount Lemmon         | Mt. Lemmon Survey      |
| 410574 | 2008 GR89              | 25 d'octubre de 2005 | Mount Lemmon         | Mt. Lemmon Survey      |
| 410575 | 2008 GE90              | 4 de març de 2008    | Mount Lemmon         | Mt. Lemmon Survey      |
| 410576 | 2008 GS90              | 29 de març de 2008   | Mount Lemmon         | Mt. Lemmon Survey      |
| 410577 | 2008 GL99              | 9 d'abril de 2008    | Kitt Peak            | Spacewatch             |
| 410578 | 2008 GF102             | 10 d'abril de 2008   | Kitt Peak            | Spacewatch             |
| 410579 | 2008 GT103             | 28 de març de 2008   | Kitt Peak            | Spacewatch             |
| 410580 | 2008 GV103             | 11 d'abril de 2008   | Kitt Peak            | Spacewatch             |
| 410581 | 2008 GG110             | 10 de març de 2008   | Kitt Peak            | Spacewatch             |
| 410582 | 2008 GN113             | 9 d'abril de 2008    | Kitt Peak            | Spacewatch             |
| 410583 | 2008 GJ114             | 10 de març de 2008   | Mount Lemmon         | Mt. Lemmon Survey      |
| 410584 | 2008 GZ121             | 13 d'abril de 2008   | Kitt Peak            | Spacewatch             |
| 410585 | 2008 GU123             | 2 de febrer de 2008  | Mount Lemmon         | Mt. Lemmon Survey      |
| 410586 | 2008 GN128             | 30 de març de 2008   | Catalina             | CSS                    |
| 410587 | 2008 GS129             | 4 d'abril de 2008    | Kitt Peak            | Spacewatch             |
| 410588 | 2008 GR132             | 14 d'abril de 2008   | Kitt Peak            | Spacewatch             |
| 410589 | 2008 GZ136             | 8 d'abril de 2008    | Kitt Peak            | Spacewatch             |
| 410590 | 2008 GB140             | 6 d'abril de 2008    | Kitt Peak            | Spacewatch             |
| 410591 | 2008 GF142             | 5 d'abril de 2008    | Catalina             | CSS                    |
| 410592 | 2008 GU145             | 11 d'abril de 2008   | Socorro              | LINEAR                 |
| 410593 | 2008 GL146             | 15 d'abril de 2008   | Mount Lemmon         | Mt. Lemmon Survey      |
| 410594 | 2008 HZ2               | 2 de març de 2008    | Mount Lemmon         | Mt. Lemmon Survey      |
| 410595 | 2008 HG4               | 4 de març de 2008    | Mount Lemmon         | Mt. Lemmon Survey      |
| 410596 | 2008 HJ25              | 27 d'abril de 2008   | Mount Lemmon         | Mt. Lemmon Survey      |
| 410597 | 2008 HW25              | 4 d'abril de 2008    | Kitt Peak            | Spacewatch             |
| 410598 | 2008 HN27              | 27 d'abril de 2008   | Kitt Peak            | Spacewatch             |
| 410599 | 2008 HL32              | 29 de març de 2008   | Kitt Peak            | Spacewatch             |
| 410600 | 2008 HG35              | 28 d'abril de 2008   | Kitt Peak            | Spacewatch             |

## 410601-410700
| Nom    | Designació provisional | Data de descobriment   | Lloc de descobriment | Descobridor/s                     |
| ------ | ---------------------- | ---------------------- | -------------------- | --------------------------------- |
| 410601 | 2008 HC54              | 29 d'abril de 2008     | Kitt Peak            | Spacewatch                        |
| 410602 | 2008 HS59              | 30 d'abril de 2008     | Kitt Peak            | Spacewatch                        |
| 410603 | 2008 HY66              | 28 d'abril de 2008     | Kitt Peak            | Spacewatch                        |
| 410604 | 2008 JU17              | 4 de maig de 2008      | Kitt Peak            | Spacewatch                        |
| 410605 | 2008 JF24              | 8 de maig de 2008      | Mount Lemmon         | Mt. Lemmon Survey                 |
| 410606 | 2008 JK31              | 29 de març de 2008     | Kitt Peak            | Spacewatch                        |
| 410607 | 2008 JZ37              | 1 de maig de 2008      | Kitt Peak            | Spacewatch                        |
| 410608 | 2008 KH25              | 14 de maig de 2008     | Mount Lemmon         | Mt. Lemmon Survey                 |
| 410609 | 2008 LG                | 1 de juny de 2008      | Kitt Peak            | Spacewatch                        |
| 410610 | 2008 LK13              | 7 de juny de 2008      | Kitt Peak            | Spacewatch                        |
| 410611 | 2008 MM                | 24 de juny de 2008     | Siding Spring        | Siding Spring Survey              |
| 410612 | 2008 MV4               | 29 de juny de 2008     | Bergisch Gladbac     | W. Bickel                         |
| 410613 | 2008 NJ2               | 1 de juliol de 2008    | Charleston           | Astronomical Research Observatory |
| 410614 | 2008 OL11              | 31 de juliol de 2008   | La Sagra             | OAM                               |
| 410615 | 2008 OT13              | 29 de juliol de 2008   | La Sagra             | OAM                               |
| 410616 | 2008 OG23              | 30 de juliol de 2008   | Mount Lemmon         | Mt. Lemmon Survey                 |
| 410617 | 2008 PN3               | 4 d'agost de 2008      | Skylive              | F. Tozzi                          |
| 410618 | 2008 PP5               | 1 d'agost de 2008      | La Sagra             | OAM                               |
| 410619 | 2008 PL6               | 2 d'agost de 2008      | Eygalayes            | P. Sogorb                         |
| 410620 | 2008 PG11              | 7 d'agost de 2008      | Reedy Creek          | J. Broughton                      |
| 410621 | 2008 PV21              | 2 d'agost de 2008      | La Sagra             | OAM                               |
| 410622 | 2008 QF                | 21 d'agost de 2008     | Kitt Peak            | Spacewatch                        |
| 410623 | 2008 QX23              | 21 d'agost de 2008     | Kitt Peak            | Spacewatch                        |
| 410624 | 2008 QF34              | 29 d'agost de 2008     | La Sagra             | OAM                               |
| 410625 | 2008 QK36              | 20 d'agost de 2008     | Kitt Peak            | Spacewatch                        |
| 410626 | 2008 QV47              | 23 d'agost de 2008     | Kitt Peak            | Spacewatch                        |
| 410627 | 2008 RG1               | 4 de setembre de 2008  | Socorro              | LINEAR                            |
| 410628 | 2008 RS3               | 2 de setembre de 2008  | Kitt Peak            | Spacewatch                        |
| 410629 | 2008 RQ12              | 3 de setembre de 2008  | Kitt Peak            | Spacewatch                        |
| 410630 | 2008 RD19              | 4 de setembre de 2008  | Kitt Peak            | Spacewatch                        |
| 410631 | 2008 RA20              | 24 d'agost de 2008     | Kitt Peak            | Spacewatch                        |
| 410632 | 2008 RA30              | 2 de setembre de 2008  | Kitt Peak            | Spacewatch                        |
| 410633 | 2008 RR33              | 2 de setembre de 2008  | Kitt Peak            | Spacewatch                        |
| 410634 | 2008 RN37              | 2 de setembre de 2008  | Kitt Peak            | Spacewatch                        |
| 410635 | 2008 RP46              | 2 de setembre de 2008  | Kitt Peak            | Spacewatch                        |
| 410636 | 2008 RY51              | 3 de setembre de 2008  | Kitt Peak            | Spacewatch                        |
| 410637 | 2008 RU67              | 4 de setembre de 2008  | Kitt Peak            | Spacewatch                        |
| 410638 | 2008 RQ71              | 6 de setembre de 2008  | Mount Lemmon         | Mt. Lemmon Survey                 |
| 410639 | 2008 RZ74              | 6 de setembre de 2008  | Mount Lemmon         | Mt. Lemmon Survey                 |
| 410640 | 2008 RC87              | 5 de setembre de 2008  | Kitt Peak            | Spacewatch                        |
| 410641 | 2008 RX91              | 6 de setembre de 2008  | Kitt Peak            | Spacewatch                        |
| 410642 | 2008 RR106             | 7 de setembre de 2008  | Catalina             | CSS                               |
| 410643 | 2008 RN111             | 4 de setembre de 2008  | Kitt Peak            | Spacewatch                        |
| 410644 | 2008 RK119             | 4 de setembre de 2008  | Kitt Peak            | Spacewatch                        |
| 410645 | 2008 RW131             | 7 de setembre de 2008  | Mount Lemmon         | Mt. Lemmon Survey                 |
| 410646 | 2008 RG137             | 5 de setembre de 2008  | Kitt Peak            | Spacewatch                        |
| 410647 | 2008 RE138             | 6 de setembre de 2008  | Catalina             | CSS                               |
| 410648 | 2008 RA145             | 5 de setembre de 2008  | Kitt Peak            | Spacewatch                        |
| 410649 | 2008 SO                | 21 de setembre de 2008 | Kitt Peak            | Spacewatch                        |
| 410650 | 2008 SQ1               | 23 de setembre de 2008 | Catalina             | CSS                               |
| 410651 | 2008 SX19              | 22 de setembre de 2003 | Kitt Peak            | Spacewatch                        |
| 410652 | 2008 SG27              | 19 de setembre de 2008 | Kitt Peak            | Spacewatch                        |
| 410653 | 2008 ST31              | 20 de setembre de 2008 | Catalina             | CSS                               |
| 410654 | 2008 SW44              | 20 de setembre de 2008 | Kitt Peak            | Spacewatch                        |
| 410655 | 2008 SC57              | 20 de setembre de 2008 | Kitt Peak            | Spacewatch                        |
| 410656 | 2008 SW66              | 21 de setembre de 2008 | Catalina             | CSS                               |
| 410657 | 2008 SF83              | 27 de setembre de 2008 | Modra                | Modra                             |
| 410658 | 2008 SH137             | 23 de setembre de 2008 | Mount Lemmon         | Mt. Lemmon Survey                 |
| 410659 | 2008 SJ150             | 28 de setembre de 2008 | Bastia               | Bastia                            |
| 410660 | 2008 ST150             | 30 de setembre de 2008 | Mount Lemmon         | Mt. Lemmon Survey                 |
| 410661 | 2008 SE151             | 28 de setembre de 2008 | Catalina             | CSS                               |
| 410662 | 2008 SD152             | 29 de setembre de 2008 | Hibiscus             | N. Teamo                          |
| 410663 | 2008 SC157             | 24 de setembre de 2008 | Socorro              | LINEAR                            |
| 410664 | 2008 SJ158             | 24 de setembre de 2008 | Socorro              | LINEAR                            |
| 410665 | 2008 SG161             | 19 de setembre de 2008 | Kitt Peak            | Spacewatch                        |
| 410666 | 2008 SY173             | 22 de setembre de 2008 | Catalina             | CSS                               |
| 410667 | 2008 SG193             | 25 de setembre de 2008 | Kitt Peak            | Spacewatch                        |
| 410668 | 2008 SC202             | 26 de setembre de 2008 | Kitt Peak            | Spacewatch                        |
| 410669 | 2008 ST219             | 30 de setembre de 2008 | La Sagra             | OAM                               |
| 410670 | 2008 SF267             | 22 de setembre de 2008 | Catalina             | CSS                               |
| 410671 | 2008 SU301             | 23 de setembre de 2008 | Mount Lemmon         | Mt. Lemmon Survey                 |
| 410672 | 2008 TC97              | 6 d'octubre de 2008    | Kitt Peak            | Spacewatch                        |
| 410673 | 2008 UT23              | 20 d'octubre de 2008   | Kitt Peak            | Spacewatch                        |
| 410674 | 2008 UY55              | 10 d'octubre de 2008   | Mount Lemmon         | Mt. Lemmon Survey                 |
| 410675 | 2008 UZ66              | 21 d'octubre de 2008   | Kitt Peak            | Spacewatch                        |
| 410676 | 2008 UA75              | 21 d'octubre de 2008   | Kitt Peak            | Spacewatch                        |
| 410677 | 2008 UM169             | 24 d'octubre de 2008   | Kitt Peak            | Spacewatch                        |
| 410678 | 2008 UC205             | 24 d'octubre de 2008   | Siding Spring        | Siding Spring Survey              |
| 410679 | 2008 US288             | 28 d'octubre de 2008   | Mount Lemmon         | Mt. Lemmon Survey                 |
| 410680 | 2008 UW360             | 24 d'octubre de 2008   | Catalina             | CSS                               |
| 410681 | 2008 UX366             | 24 d'octubre de 2008   | Socorro              | LINEAR                            |
| 410682 | 2008 VJ21              | 1 de novembre de 2008  | Mount Lemmon         | Mt. Lemmon Survey                 |
| 410683 | 2008 VA56              | 6 de novembre de 2008  | Mount Lemmon         | Mt. Lemmon Survey                 |
| 410684 | 2008 WR45              | 5 de novembre de 2008  | Kitt Peak            | Spacewatch                        |
| 410685 | 2008 WA59              | 22 de novembre de 2008 | Sandlot              | G. Hug                            |
| 410686 | 2008 WU81              | 20 de novembre de 2008 | Kitt Peak            | Spacewatch                        |
| 410687 | 2008 WR128             | 21 de novembre de 2008 | Kitt Peak            | Spacewatch                        |
| 410688 | 2008 WF141             | 21 de novembre de 2008 | Kitt Peak            | Spacewatch                        |
| 410689 | 2008 XK18              | 1 de desembre de 2008  | Kitt Peak            | Spacewatch                        |
| 410690 | 2008 XT32              | 23 d'octubre de 2008   | Kitt Peak            | Spacewatch                        |
| 410691 | 2008 XP41              | 2 de desembre de 2008  | Kitt Peak            | Spacewatch                        |
| 410692 | 2008 XM48              | 4 de desembre de 2008  | Mount Lemmon         | Mt. Lemmon Survey                 |
| 410693 | 2008 XO49              | 7 de desembre de 2008  | Mount Lemmon         | Mt. Lemmon Survey                 |
| 410694 | 2008 YE17              | 21 de desembre de 2008 | Mount Lemmon         | Mt. Lemmon Survey                 |
| 410695 | 2008 YV18              | 21 de desembre de 2008 | Mount Lemmon         | Mt. Lemmon Survey                 |
| 410696 | 2008 YA80              | 24 de novembre de 2008 | Mount Lemmon         | Mt. Lemmon Survey                 |
| 410697 | 2008 YZ84              | 8 de novembre de 2008  | Mount Lemmon         | Mt. Lemmon Survey                 |
| 410698 | 2008 YO103             | 29 de desembre de 2008 | Kitt Peak            | Spacewatch                        |
| 410699 | 2008 YB128             | 30 de desembre de 2008 | Kitt Peak            | Spacewatch                        |
| 410700 | 2008 YJ157             | 30 de desembre de 2008 | Kitt Peak            | Spacewatch                        |

## 410701-410800
| Nom    | Designació provisional | Data de descobriment   | Lloc de descobriment | Descobridor/s          |
| ------ | ---------------------- | ---------------------- | -------------------- | ---------------------- |
| 410701 | 2008 YQ159             | 21 de desembre de 2008 | Kitt Peak            | Spacewatch             |
| 410702 | 2008 YH162             | 20 de novembre de 2008 | Mount Lemmon         | Mt. Lemmon Survey      |
| 410703 | 2009 AN12              | 2 de gener de 2009     | Mount Lemmon         | Mt. Lemmon Survey      |
| 410704 | 2009 AJ28              | 22 de desembre de 2008 | Mount Lemmon         | Mt. Lemmon Survey      |
| 410705 | 2009 AE33              | 15 de gener de 2009    | Kitt Peak            | Spacewatch             |
| 410706 | 2009 AD34              | 15 de gener de 2009    | Kitt Peak            | Spacewatch             |
| 410707 | 2009 AM40              | 7 de gener de 2009     | Kitt Peak            | Spacewatch             |
| 410708 | 2009 AA44              | 3 de gener de 2009     | Mount Lemmon         | Mt. Lemmon Survey      |
| 410709 | 2009 BQ10              | 21 de gener de 2009    | Sierra Stars         | F. Tozzi               |
| 410710 | 2009 BQ24              | 17 de gener de 2009    | Catalina             | CSS                    |
| 410711 | 2009 BR26              | 16 de gener de 2009    | Kitt Peak            | Spacewatch             |
| 410712 | 2009 BO30              | 30 de desembre de 2008 | Kitt Peak            | Spacewatch             |
| 410713 | 2009 BC39              | 16 de gener de 2009    | Kitt Peak            | Spacewatch             |
| 410714 | 2009 BV41              | 16 de gener de 2009    | Kitt Peak            | Spacewatch             |
| 410715 | 2009 BQ44              | 16 de gener de 2009    | Kitt Peak            | Spacewatch             |
| 410716 | 2009 BO56              | 4 de desembre de 2008  | Mount Lemmon         | Mt. Lemmon Survey      |
| 410717 | 2009 BV57              | 20 de gener de 2009    | Kitt Peak            | Spacewatch             |
| 410718 | 2009 BN66              | 20 de gener de 2009    | Kitt Peak            | Spacewatch             |
| 410719 | 2009 BJ67              | 20 de gener de 2009    | Kitt Peak            | Spacewatch             |
| 410720 | 2009 BC70              | 21 de novembre de 2008 | Mount Lemmon         | Mt. Lemmon Survey      |
| 410721 | 2009 BR79              | 31 de desembre de 2008 | Kitt Peak            | Spacewatch             |
| 410722 | 2009 BO80              | 31 de gener de 2009    | Socorro              | LINEAR                 |
| 410723 | 2009 BU94              | 22 de desembre de 2008 | Mount Lemmon         | Mt. Lemmon Survey      |
| 410724 | 2009 BW100             | 25 de març de 2006     | Kitt Peak            | Spacewatch             |
| 410725 | 2009 BV106             | 3 de gener de 2009     | Mount Lemmon         | Mt. Lemmon Survey      |
| 410726 | 2009 BO108             | 29 de gener de 2009    | Mount Lemmon         | Mt. Lemmon Survey      |
| 410727 | 2009 BT109             | 20 de gener de 2009    | Mount Lemmon         | Mt. Lemmon Survey      |
| 410728 | 2009 BO184             | 18 de gener de 2009    | Catalina             | CSS                    |
| 410729 | 2009 BQ184             | 18 de gener de 2009    | Socorro              | LINEAR                 |
| 410730 | 2009 BP186             | 18 de gener de 2009    | Kitt Peak            | Spacewatch             |
| 410731 | 2009 CO24              | 1 de febrer de 2009    | Kitt Peak            | Spacewatch             |
| 410732 | 2009 CF25              | 19 de gener de 2009    | Mount Lemmon         | Mt. Lemmon Survey      |
| 410733 | 2009 CY26              | 1 de febrer de 2009    | Kitt Peak            | Spacewatch             |
| 410734 | 2009 CQ27              | 1 de febrer de 2009    | Kitt Peak            | Spacewatch             |
| 410735 | 2009 CR29              | 1 de febrer de 2009    | Kitt Peak            | Spacewatch             |
| 410736 | 2009 CX31              | 1 de febrer de 2009    | Kitt Peak            | Spacewatch             |
| 410737 | 2009 CZ32              | 28 de setembre de 2003 | Kitt Peak            | Spacewatch             |
| 410738 | 2009 CM40              | 13 de febrer de 2009   | Kitt Peak            | Spacewatch             |
| 410739 | 2009 CN49              | 14 de febrer de 2009   | Mount Lemmon         | Mt. Lemmon Survey      |
| 410740 | 2009 CM52              | 14 de febrer de 2009   | Mount Lemmon         | Mt. Lemmon Survey      |
| 410741 | 2009 CQ53              | 23 de gener de 2009    | XuYi                 | PMO NEO Survey Program |
| 410742 | 2009 CJ55              | 14 de febrer de 2009   | Mount Lemmon         | Mt. Lemmon Survey      |
| 410743 | 2009 CX55              | 1 de febrer de 2009    | Mount Lemmon         | Mt. Lemmon Survey      |
| 410744 | 2009 CR63              | 4 de febrer de 2009    | Mount Lemmon         | Mt. Lemmon Survey      |
| 410745 | 2009 DA9               | 19 de febrer de 2009   | Mount Lemmon         | Mt. Lemmon Survey      |
| 410746 | 2009 DM17              | 17 de febrer de 2009   | Kitt Peak            | Spacewatch             |
| 410747 | 2009 DU20              | 13 d'octubre de 2001   | Kitt Peak            | Spacewatch             |
| 410748 | 2009 DP22              | 19 de febrer de 2009   | Kitt Peak            | Spacewatch             |
| 410749 | 2009 DX23              | 20 de febrer de 2009   | Socorro              | LINEAR                 |
| 410750 | 2009 DO36              | 3 de febrer de 2009    | Mount Lemmon         | Mt. Lemmon Survey      |
| 410751 | 2009 DK47              | 26 de febrer de 2009   | Calvin-Rehoboth      | Calvin College         |
| 410752 | 2009 DQ47              | 1 de febrer de 2009    | Kitt Peak            | Spacewatch             |
| 410753 | 2009 DH52              | 20 de gener de 2009    | Kitt Peak            | Spacewatch             |
| 410754 | 2009 DM55              | 22 de febrer de 2009   | Kitt Peak            | Spacewatch             |
| 410755 | 2009 DZ57              | 22 de febrer de 2009   | Kitt Peak            | Spacewatch             |
| 410756 | 2009 DW61              | 22 de febrer de 2009   | Kitt Peak            | Spacewatch             |
| 410757 | 2009 DV71              | 20 de febrer de 2009   | Kitt Peak            | Spacewatch             |
| 410758 | 2009 DM72              | 22 de febrer de 2009   | Kitt Peak            | Spacewatch             |
| 410759 | 2009 DC77              | 22 de desembre de 2008 | Mount Lemmon         | Mt. Lemmon Survey      |
| 410760 | 2009 DP80              | 1 de gener de 2009     | Mount Lemmon         | Mt. Lemmon Survey      |
| 410761 | 2009 DV96              | 24 de febrer de 2009   | Kitt Peak            | Spacewatch             |
| 410762 | 2009 DC105             | 26 de febrer de 2009   | Kitt Peak            | Spacewatch             |
| 410763 | 2009 DK118             | 27 de febrer de 2009   | Kitt Peak            | Spacewatch             |
| 410764 | 2009 DC120             | 19 de febrer de 2009   | Kitt Peak            | Spacewatch             |
| 410765 | 2009 DH122             | 19 de febrer de 2009   | Kitt Peak            | Spacewatch             |
| 410766 | 2009 DR130             | 27 de febrer de 2009   | Kitt Peak            | Spacewatch             |
| 410767 | 2009 DL137             | 28 de febrer de 2009   | Kitt Peak            | Spacewatch             |
| 410768 | 2009 DL139             | 27 de febrer de 2009   | Mount Lemmon         | Mt. Lemmon Survey      |
| 410769 | 2009 EG                | 1 de març de 2009      | Tzec Maun            | F. Tozzi               |
| 410770 | 2009 ER1               | 2 de març de 2009      | Calvin-Rehoboth      | Calvin College         |
| 410771 | 2009 EL2               | 1 de març de 2009      | Great Shefford       | P. Birtwhistle         |
| 410772 | 2009 ER5               | 1 de març de 2009      | Kitt Peak            | Spacewatch             |
| 410773 | 2009 EH10              | 1 de març de 2009      | Kitt Peak            | Spacewatch             |
| 410774 | 2009 EK17              | 31 de gener de 2009    | Kitt Peak            | Spacewatch             |
| 410775 | 2009 EG19              | 5 de febrer de 2009    | Kitt Peak            | Spacewatch             |
| 410776 | 2009 EP21              | 15 de març de 2009     | Kitt Peak            | Spacewatch             |
| 410777 | 2009 FD                | 24 de febrer de 2009   | Kitt Peak            | Spacewatch             |
| 410778 | 2009 FG19              | 21 de març de 2009     | Mount Lemmon         | Mt. Lemmon Survey      |
| 410779 | 2009 FD23              | 20 de març de 2009     | Bergisch Gladbac     | W. Bickel              |
| 410780 | 2009 FT26              | 17 de març de 2009     | Catalina             | CSS                    |
| 410781 | 2009 FY30              | 31 de gener de 2009    | Mount Lemmon         | Mt. Lemmon Survey      |
| 410782 | 2009 FS31              | 20 de març de 2009     | La Sagra             | OAM                    |
| 410783 | 2009 FL44              | 20 de febrer de 2009   | Kitt Peak            | Spacewatch             |
| 410784 | 2009 FW47              | 16 de març de 2009     | Kitt Peak            | Spacewatch             |
| 410785 | 2009 FV54              | 30 d'octubre de 2008   | Mount Lemmon         | Mt. Lemmon Survey      |
| 410786 | 2009 FM67              | 19 de març de 2009     | Mount Lemmon         | Mt. Lemmon Survey      |
| 410787 | 2009 FP68              | 21 de març de 2009     | Catalina             | CSS                    |
| 410788 | 2009 FT73              | 27 de març de 2009     | Siding Spring        | Siding Spring Survey   |
| 410789 | 2009 HT22              | 2 de març de 2009      | Mount Lemmon         | Mt. Lemmon Survey      |
| 410790 | 2009 HE23              | 2 de febrer de 2005    | Kitt Peak            | Spacewatch             |
| 410791 | 2009 HK24              | 17 d'abril de 2009     | Kitt Peak            | Spacewatch             |
| 410792 | 2009 HM30              | 18 de març de 2009     | Kitt Peak            | Spacewatch             |
| 410793 | 2009 HS31              | 19 d'abril de 2009     | Kitt Peak            | Spacewatch             |
| 410794 | 2009 HY31              | 19 d'abril de 2009     | Kitt Peak            | Spacewatch             |
| 410795 | 2009 HK32              | 19 d'abril de 2009     | Kitt Peak            | Spacewatch             |
| 410796 | 2009 HN35              | 21 de març de 2009     | Kitt Peak            | Spacewatch             |
| 410797 | 2009 HH44              | 2 de març de 2009      | Mount Lemmon         | Mt. Lemmon Survey      |
| 410798 | 2009 HW64              | 16 de març de 2009     | Kitt Peak            | Spacewatch             |
| 410799 | 2009 HT74              | 26 d'abril de 2009     | Kitt Peak            | Spacewatch             |
| 410800 | 2009 HH79              | 26 d'abril de 2009     | Kitt Peak            | Spacewatch             |

## 410801-410900
| Nom              | Designació provisional | Data de descobriment   | Lloc de descobriment | Descobridor/s        |
| ---------------- | ---------------------- | ---------------------- | -------------------- | -------------------- |
| 410801           | 2009 HT94              | 28 d'abril de 2009     | Cerro Burek          | Cerro Burek          |
| 410802           | 2009 HV106             | 21 d'abril de 2009     | Mount Lemmon         | Mt. Lemmon Survey    |
| 410803           | 2009 JP3               | 31 de març de 2009     | Mount Lemmon         | Mt. Lemmon Survey    |
| 410804           | 2009 JZ4               | 3 de maig de 2009      | Mount Lemmon         | Mt. Lemmon Survey    |
| 410805           | 2009 KW1               | 17 d'abril de 2009     | Kitt Peak            | Spacewatch           |
| 410806           | 2009 KX1               | 30 d'abril de 2009     | Kitt Peak            | Spacewatch           |
| 410807           | 2009 KU4               | 17 de maig de 2009     | La Sagra             | OAM                  |
| 410808           | 2009 KA7               | 13 de febrer de 2009   | Mount Lemmon         | Mt. Lemmon Survey    |
| 410809           | 2009 KC14              | 17 d'abril de 2009     | Mount Lemmon         | Mt. Lemmon Survey    |
| 410810           | 2009 KF16              | 26 de maig de 2009     | Kitt Peak            | Spacewatch           |
| 410811           | 2009 KQ22              | 31 de gener de 2009    | Kitt Peak            | Spacewatch           |
| 410812           | 2009 KW22              | 1 de maig de 2009      | Mount Lemmon         | Mt. Lemmon Survey    |
| 410813           | 2009 KN23              | 27 de maig de 2009     | Kitt Peak            | Spacewatch           |
| 410814           | 2009 KY23              | 19 d'abril de 2009     | Kitt Peak            | Spacewatch           |
| 410815           | 2009 KS28              | 1 de maig de 2009      | Mount Lemmon         | Mt. Lemmon Survey    |
| 410816           | 2009 LT5               | 21 d'abril de 2009     | Mount Lemmon         | Mt. Lemmon Survey    |
| 410817           | 2009 MN                | 19 de juny de 2009     | Wrightwood           | J. W. Young          |
| 410818           | 2009 MZ9               | 23 de juny de 2009     | Mount Lemmon         | Mt. Lemmon Survey    |
| 410819           | 2009 NF2               | 14 de juliol de 2009   | Kitt Peak            | Spacewatch           |
| 410820           | 2009 OH5               | 25 de juliol de 2009   | La Sagra             | OAM                  |
| 410821           | 2009 OL6               | 26 de juliol de 2009   | La Sagra             | OAM                  |
| 410822           | 2009 OH11              | 27 de juliol de 2009   | Kitt Peak            | Spacewatch           |
| 410823           | 2009 OC13              | 27 de juliol de 2009   | Kitt Peak            | Spacewatch           |
| 410824           | 2009 OJ20              | 29 de juliol de 2009   | La Sagra             | OAM                  |
| 410825           | 2009 OL20              | 29 de juliol de 2009   | La Sagra             | OAM                  |
| 410826           | 2009 PE4               | 14 d'agost de 2009     | La Sagra             | OAM                  |
| 410827           | 2009 PK7               | 15 d'agost de 2009     | Kitt Peak            | Spacewatch           |
| 410828           | 2009 PK11              | 15 d'agost de 2009     | Kitt Peak            | Spacewatch           |
| 410829           | 2009 PM14              | 15 d'agost de 2009     | Catalina             | CSS                  |
| 410830           | 2009 PT18              | 1 d'agost de 2009      | Siding Spring        | Siding Spring Survey |
| 410831           | 2009 QF4               | 17 d'agost de 2009     | Catalina             | CSS                  |
| 410832           | 2009 QO8               | 18 d'agost de 2009     | Siding Spring        | Siding Spring Survey |
| 410833           | 2009 QL9               | 17 d'agost de 2009     | Hibiscus             | N. Teamo             |
| 410834           | 2009 QB23              | 21 d'agost de 2009     | La Sagra             | OAM                  |
| 410835 Neszmerak | 2009 QF26              | 20 d'agost de 2009     | Gaisberg             | R. Gierlinger        |
| 410836           | 2009 QN28              | 14 de juliol de 2009   | Kitt Peak            | Spacewatch           |
| 410837           | 2009 QS31              | 23 de juny de 2009     | Mount Lemmon         | Mt. Lemmon Survey    |
| 410838           | 2009 QW31              | 24 de setembre de 2000 | Socorro              | LINEAR               |
| 410839           | 2009 QM53              | 16 d'agost de 2009     | Kitt Peak            | Spacewatch           |
| 410840           | 2009 QA56              | 31 d'agost de 2009     | Siding Spring        | Siding Spring Survey |
| 410841           | 2009 QK56              | 16 d'agost de 2009     | Kitt Peak            | Spacewatch           |
| 410842           | 2009 QK64              | 27 d'agost de 2009     | Kitt Peak            | Spacewatch           |
| 410843           | 2009 RX7               | 12 de setembre de 2009 | Kitt Peak            | Spacewatch           |
| 410844           | 2009 RL8               | 12 de setembre de 2009 | Kitt Peak            | Spacewatch           |
| 410845           | 2009 RH10              | 12 de setembre de 2009 | Kitt Peak            | Spacewatch           |
| 410846           | 2009 RP10              | 12 de setembre de 2009 | Kitt Peak            | Spacewatch           |
| 410847           | 2009 RG17              | 12 de setembre de 2009 | Kitt Peak            | Spacewatch           |
| 410848           | 2009 RJ18              | 12 de setembre de 2009 | Kitt Peak            | Spacewatch           |
| 410849           | 2009 RA30              | 14 de setembre de 2009 | Kitt Peak            | Spacewatch           |
| 410850           | 2009 RZ33              | 14 de setembre de 2009 | Kitt Peak            | Spacewatch           |
| 410851           | 2009 RE34              | 14 de setembre de 2009 | Kitt Peak            | Spacewatch           |
| 410852           | 2009 RL34              | 14 de setembre de 2009 | Kitt Peak            | Spacewatch           |
| 410853           | 2009 RE37              | 17 d'agost de 2009     | Catalina             | CSS                  |
| 410854           | 2009 RJ38              | 15 de setembre de 2009 | Kitt Peak            | Spacewatch           |
| 410855           | 2009 RZ39              | 15 de setembre de 2009 | Kitt Peak            | Spacewatch           |
| 410856           | 2009 RP42              | 15 de setembre de 2009 | Kitt Peak            | Spacewatch           |
| 410857           | 2009 RV45              | 15 de setembre de 2009 | Kitt Peak            | Spacewatch           |
| 410858           | 2009 RU46              | 15 de setembre de 2009 | Kitt Peak            | Spacewatch           |
| 410859           | 2009 RJ50              | 15 de setembre de 2009 | Kitt Peak            | Spacewatch           |
| 410860           | 2009 RS51              | 15 de setembre de 2009 | Kitt Peak            | Spacewatch           |
| 410861           | 2009 RE53              | 15 de setembre de 2009 | Kitt Peak            | Spacewatch           |
| 410862           | 2009 RM53              | 15 de setembre de 2009 | Kitt Peak            | Spacewatch           |
| 410863           | 2009 RJ70              | 12 de setembre de 2009 | Kitt Peak            | Spacewatch           |
| 410864           | 2009 RT72              | 15 de setembre de 2009 | Kitt Peak            | Spacewatch           |
| 410865           | 2009 RZ72              | 15 de setembre de 2009 | Kitt Peak            | Spacewatch           |
| 410866           | 2009 RL75              | 15 de setembre de 2009 | Kitt Peak            | Spacewatch           |
| 410867           | 2009 RU75              | 15 de setembre de 2009 | Kitt Peak            | Spacewatch           |
| 410868           | 2009 RC76              | 15 de setembre de 2009 | Kitt Peak            | Spacewatch           |
| 410869           | 2009 SS13              | 16 de setembre de 2009 | Mount Lemmon         | Mt. Lemmon Survey    |
| 410870           | 2009 SR14              | 18 d'abril de 2007     | Mount Lemmon         | Mt. Lemmon Survey    |
| 410871           | 2009 SW21              | 18 de setembre de 2009 | Catalina             | CSS                  |
| 410872           | 2009 SW23              | 16 de setembre de 2009 | Kitt Peak            | Spacewatch           |
| 410873           | 2009 SM29              | 16 de setembre de 2009 | Kitt Peak            | Spacewatch           |
| 410874           | 2009 SB32              | 16 de setembre de 2009 | Mount Lemmon         | Mt. Lemmon Survey    |
| 410875           | 2009 SB33              | 16 de setembre de 2009 | Kitt Peak            | Spacewatch           |
| 410876           | 2009 SH33              | 16 de setembre de 2009 | Kitt Peak            | Spacewatch           |
| 410877           | 2009 SB37              | 16 de setembre de 2009 | Kitt Peak            | Spacewatch           |
| 410878           | 2009 SH39              | 16 de setembre de 2009 | Kitt Peak            | Spacewatch           |
| 410879           | 2009 SN39              | 16 de setembre de 2009 | Kitt Peak            | Spacewatch           |
| 410880           | 2009 SZ42              | 16 de setembre de 2009 | Kitt Peak            | Spacewatch           |
| 410881           | 2009 SZ43              | 16 de setembre de 2009 | Kitt Peak            | Spacewatch           |
| 410882           | 2009 SM47              | 16 de setembre de 2009 | Kitt Peak            | Spacewatch           |
| 410883           | 2009 SZ47              | 16 de setembre de 2009 | Kitt Peak            | Spacewatch           |
| 410884           | 2009 SB49              | 16 de setembre de 2009 | Mount Lemmon         | Mt. Lemmon Survey    |
| 410885           | 2009 SV51              | 17 de setembre de 2009 | Mount Lemmon         | Mt. Lemmon Survey    |
| 410886           | 2009 SW56              | 17 de setembre de 2009 | Kitt Peak            | Spacewatch           |
| 410887           | 2009 SR59              | 17 de setembre de 2009 | Kitt Peak            | Spacewatch           |
| 410888           | 2009 SW65              | 17 de setembre de 2009 | Kitt Peak            | Spacewatch           |
| 410889           | 2009 SW66              | 17 de setembre de 2009 | Kitt Peak            | Spacewatch           |
| 410890           | 2009 SC68              | 17 de setembre de 2009 | Kitt Peak            | Spacewatch           |
| 410891           | 2009 SQ71              | 17 de setembre de 2009 | Mount Lemmon         | Mt. Lemmon Survey    |
| 410892           | 2009 SC73              | 15 d'agost de 2009     | Kitt Peak            | Spacewatch           |
| 410893           | 2009 SJ74              | 17 de setembre de 2009 | Kitt Peak            | Spacewatch           |
| 410894           | 2009 SM74              | 17 de setembre de 2009 | Kitt Peak            | Spacewatch           |
| 410895           | 2009 SD88              | 18 de setembre de 2009 | Kitt Peak            | Spacewatch           |
| 410896           | 2009 SD97              | 7 d'octubre de 2004    | Kitt Peak            | Spacewatch           |
| 410897           | 2009 SQ111             | 18 de setembre de 2009 | Kitt Peak            | Spacewatch           |
| 410898           | 2009 SX116             | 18 de setembre de 2009 | Kitt Peak            | Spacewatch           |
| 410899           | 2009 SU117             | 18 de setembre de 2009 | Kitt Peak            | Spacewatch           |
| 410900           | 2009 SE123             | 18 de setembre de 2009 | Kitt Peak            | Spacewatch           |

## 410901-411000
| Nom              | Designació provisional | Data de descobriment   | Lloc de descobriment | Descobridor/s     |
| ---------------- | ---------------------- | ---------------------- | -------------------- | ----------------- |
| 410901           | 2009 SG127             | 4 de novembre de 2004  | Kitt Peak            | Spacewatch        |
| 410902           | 2009 SP130             | 18 de setembre de 2009 | Kitt Peak            | Spacewatch        |
| 410903           | 2009 SN131             | 18 de setembre de 2009 | Kitt Peak            | Spacewatch        |
| 410904           | 2009 SJ134             | 18 de setembre de 2009 | Kitt Peak            | Spacewatch        |
| 410905           | 2009 SQ140             | 19 de setembre de 2009 | Kitt Peak            | Spacewatch        |
| 410906           | 2009 SZ142             | 19 de setembre de 2009 | Kitt Peak            | Spacewatch        |
| 410907           | 2009 SC154             | 23 d'octubre de 2004   | Kitt Peak            | Spacewatch        |
| 410908           | 2009 SR155             | 20 de setembre de 2009 | Kitt Peak            | Spacewatch        |
| 410909           | 2009 SO160             | 20 de setembre de 2009 | Kitt Peak            | Spacewatch        |
| 410910           | 2009 SN165             | 22 de setembre de 2009 | Kitt Peak            | Spacewatch        |
| 410911           | 2009 SX169             | 17 de setembre de 2009 | Kitt Peak            | Spacewatch        |
| 410912           | 2009 SV170             | 26 de setembre de 2009 | Redshed              | H. Bachleitner    |
| 410913           | 2009 SS181             | 11 d'abril de 2007     | Mount Lemmon         | Mt. Lemmon Survey |
| 410914           | 2009 ST181             | 21 de setembre de 2009 | Mount Lemmon         | Mt. Lemmon Survey |
| 410915           | 2009 SN182             | 27 d'agost de 2009     | Kitt Peak            | Spacewatch        |
| 410916           | 2009 SO185             | 21 de setembre de 2009 | Kitt Peak            | Spacewatch        |
| 410917           | 2009 SJ186             | 21 de setembre de 2009 | Kitt Peak            | Spacewatch        |
| 410918           | 2009 SJ199             | 22 de setembre de 2009 | Kitt Peak            | Spacewatch        |
| 410919           | 2009 SF204             | 22 de setembre de 2009 | Kitt Peak            | Spacewatch        |
| 410920           | 2009 SE209             | 15 de setembre de 2009 | Kitt Peak            | Spacewatch        |
| 410921           | 2009 SP214             | 23 de setembre de 2009 | Kitt Peak            | Spacewatch        |
| 410922           | 2009 SU225             | 26 de setembre de 2009 | Mount Lemmon         | Mt. Lemmon Survey |
| 410923           | 2009 SL231             | 17 d'agost de 2009     | Kitt Peak            | Spacewatch        |
| 410924           | 2009 SY231             | 19 de setembre de 2009 | Kitt Peak            | Spacewatch        |
| 410925           | 2009 SH232             | 19 de setembre de 2009 | Kitt Peak            | Spacewatch        |
| 410926           | 2009 SQ233             | 29 d'abril de 2003     | Kitt Peak            | Spacewatch        |
| 410927           | 2009 SC239             | 17 de setembre de 2009 | Catalina             | CSS               |
| 410928 Maidbronn | 2009 ST242             | 28 de setembre de 2009 | Maidbronn            | B. Haeusler       |
| 410929           | 2009 SY250             | 20 de setembre de 2009 | Kitt Peak            | Spacewatch        |
| 410930           | 2009 SW253             | 25 de setembre de 2009 | Kitt Peak            | Spacewatch        |
| 410931           | 2009 SF254             | 16 de setembre de 2009 | Kitt Peak            | Spacewatch        |
| 410932           | 2009 SH263             | 23 de setembre de 2009 | Mount Lemmon         | Mt. Lemmon Survey |
| 410933           | 2009 SE265             | 23 de setembre de 2009 | Mount Lemmon         | Mt. Lemmon Survey |
| 410934           | 2009 SA270             | 12 de setembre de 2009 | Kitt Peak            | Spacewatch        |
| 410935           | 2009 SD270             | 24 de setembre de 2009 | Kitt Peak            | Spacewatch        |
| 410936           | 2009 SE270             | 20 de setembre de 2009 | Kitt Peak            | Spacewatch        |
| 410937           | 2009 SH271             | 24 de setembre de 2009 | Kitt Peak            | Spacewatch        |
| 410938           | 2009 SN277             | 25 de setembre de 2009 | Kitt Peak            | Spacewatch        |
| 410939           | 2009 SG281             | 17 de setembre de 2009 | Kitt Peak            | Spacewatch        |
| 410940           | 2009 SV284             | 25 de setembre de 2009 | Mount Lemmon         | Mt. Lemmon Survey |
| 410941           | 2009 SH287             | 25 de setembre de 2009 | Kitt Peak            | Spacewatch        |
| 410942           | 2009 SJ287             | 25 de setembre de 2009 | Kitt Peak            | Spacewatch        |
| 410943           | 2009 SZ293             | 27 de setembre de 2009 | Kitt Peak            | Spacewatch        |
| 410944           | 2009 SB294             | 15 de setembre de 2009 | Kitt Peak            | Spacewatch        |
| 410945           | 2009 ST296             | 28 de setembre de 2009 | Kitt Peak            | Spacewatch        |
| 410946           | 2009 ST311             | 18 de setembre de 2009 | Mount Lemmon         | Mt. Lemmon Survey |
| 410947           | 2009 SZ316             | 28 d'agost de 2009     | Kitt Peak            | Spacewatch        |
| 410948           | 2009 SK327             | 25 de setembre de 2009 | Catalina             | CSS               |
| 410949           | 2009 SH329             | 16 de setembre de 2009 | Mount Lemmon         | Mt. Lemmon Survey |
| 410950           | 2009 SS332             | 4 d'octubre de 2004    | Kitt Peak            | Spacewatch        |
| 410951           | 2009 SM339             | 15 de gener de 2005    | Catalina             | CSS               |
| 410952           | 2009 SD340             | 16 de setembre de 2009 | Kitt Peak            | Spacewatch        |
| 410953           | 2009 ST345             | 19 de setembre de 2009 | Kitt Peak            | Spacewatch        |
| 410954           | 2009 SX347             | 17 de setembre de 2009 | Kitt Peak            | Spacewatch        |
| 410955           | 2009 SN349             | 21 de setembre de 2009 | Mount Lemmon         | Mt. Lemmon Survey |
| 410956           | 2009 SP349             | 23 de setembre de 2009 | Kitt Peak            | Spacewatch        |
| 410957           | 2009 SU349             | 18 de setembre de 2009 | Kitt Peak            | Spacewatch        |
| 410958           | 2009 SA353             | 20 de setembre de 2009 | Kitt Peak            | Spacewatch        |
| 410959           | 2009 SS353             | 27 de setembre de 2009 | Kitt Peak            | Spacewatch        |
| 410960           | 2009 SV353             | 19 de setembre de 2009 | Kitt Peak            | Spacewatch        |
| 410961           | 2009 SU356             | 18 de setembre de 2009 | Kitt Peak            | Spacewatch        |
| 410962           | 2009 SO358             | 17 de setembre de 2009 | Kitt Peak            | Spacewatch        |
| 410963           | 2009 SS360             | 17 de setembre de 2009 | Kitt Peak            | Spacewatch        |
| 410964           | 2009 SX360             | 21 de setembre de 2009 | Mount Lemmon         | Mt. Lemmon Survey |
| 410965           | 2009 TG4               | 13 d'octubre de 2009   | Tzec Maun            | E. Schwab         |
| 410966           | 2009 TK7               | 13 d'octubre de 2009   | La Sagra             | OAM               |
| 410967           | 2009 TX7               | 1 d'octubre de 2009    | Mount Lemmon         | Mt. Lemmon Survey |
| 410968           | 2009 TO9               | 14 d'octubre de 2009   | Bisei SG Center      | BATTeRS           |
| 410969           | 2009 TG12              | 14 d'octubre de 2009   | Catalina             | CSS               |
| 410970           | 2009 TK19              | 20 de setembre de 2009 | Mount Lemmon         | Mt. Lemmon Survey |
| 410971           | 2009 TN19              | 11 d'octubre de 2009   | Mount Lemmon         | Mt. Lemmon Survey |
| 410972           | 2009 TB35              | 14 d'octubre de 2009   | La Sagra             | OAM               |
| 410973           | 2009 TW39              | 14 d'octubre de 2009   | Catalina             | CSS               |
| 410974           | 2009 TJ41              | 14 d'octubre de 2009   | Catalina             | CSS               |
| 410975           | 2009 TL41              | 14 de setembre de 2009 | Kitt Peak            | Spacewatch        |
| 410976           | 2009 TR44              | 14 d'octubre de 2009   | Kitt Peak            | Spacewatch        |
| 410977           | 2009 TW45              | 11 d'octubre de 2009   | Mount Lemmon         | Mt. Lemmon Survey |
| 410978           | 2009 TE46              | 14 d'octubre de 2009   | Kitt Peak            | Spacewatch        |
| 410979           | 2009 TH46              | 1 d'octubre de 2009    | Kitt Peak            | Spacewatch        |
| 410980           | 2009 TQ46              | 14 d'octubre de 2009   | Catalina             | CSS               |
| 410981           | 2009 TE47              | 12 d'octubre de 2009   | La Sagra             | OAM               |
| 410982           | 2009 TK47              | 6 d'octubre de 2005    | Mount Lemmon         | Mt. Lemmon Survey |
| 410983           | 2009 UX                | 17 d'octubre de 2009   | Tzec Maun            | Tzec Maun         |
| 410984           | 2009 UR9               | 16 d'octubre de 2009   | Mount Lemmon         | Mt. Lemmon Survey |
| 410985           | 2009 UQ15              | 17 d'octubre de 2009   | La Sagra             | OAM               |
| 410986           | 2009 UQ17              | 14 d'octubre de 2009   | Catalina             | CSS               |
| 410987           | 2009 UT21              | 28 de setembre de 2009 | Mount Lemmon         | Mt. Lemmon Survey |
| 410988           | 2009 US24              | 18 d'octubre de 2009   | Mount Lemmon         | Mt. Lemmon Survey |
| 410989           | 2009 UE25              | 18 d'octubre de 2009   | Mount Lemmon         | Mt. Lemmon Survey |
| 410990           | 2009 UH27              | 21 d'octubre de 2009   | Catalina             | CSS               |
| 410991           | 2009 UQ27              | 21 d'octubre de 2009   | Catalina             | CSS               |
| 410992           | 2009 UG32              | 18 d'octubre de 2009   | Mount Lemmon         | Mt. Lemmon Survey |
| 410993           | 2009 UH35              | 19 de setembre de 2009 | Mount Lemmon         | Mt. Lemmon Survey |
| 410994           | 2009 UM35              | 21 d'octubre de 2009   | Mount Lemmon         | Mt. Lemmon Survey |
| 410995           | 2009 UV37              | 22 d'octubre de 2009   | Mount Lemmon         | Mt. Lemmon Survey |
| 410996           | 2009 UZ37              | 22 d'octubre de 2009   | Mount Lemmon         | Mt. Lemmon Survey |
| 410997           | 2009 US39              | 22 d'octubre de 2009   | Catalina             | CSS               |
| 410998           | 2009 UD44              | 18 d'octubre de 2009   | Mount Lemmon         | Mt. Lemmon Survey |
| 410999           | 2009 UK44              | 23 de setembre de 2009 | Kitt Peak            | Spacewatch        |
| 411000           | 2009 UM44              | 22 de setembre de 2009 | Mount Lemmon         | Mt. Lemmon Survey |